# Список глав правительства Испании

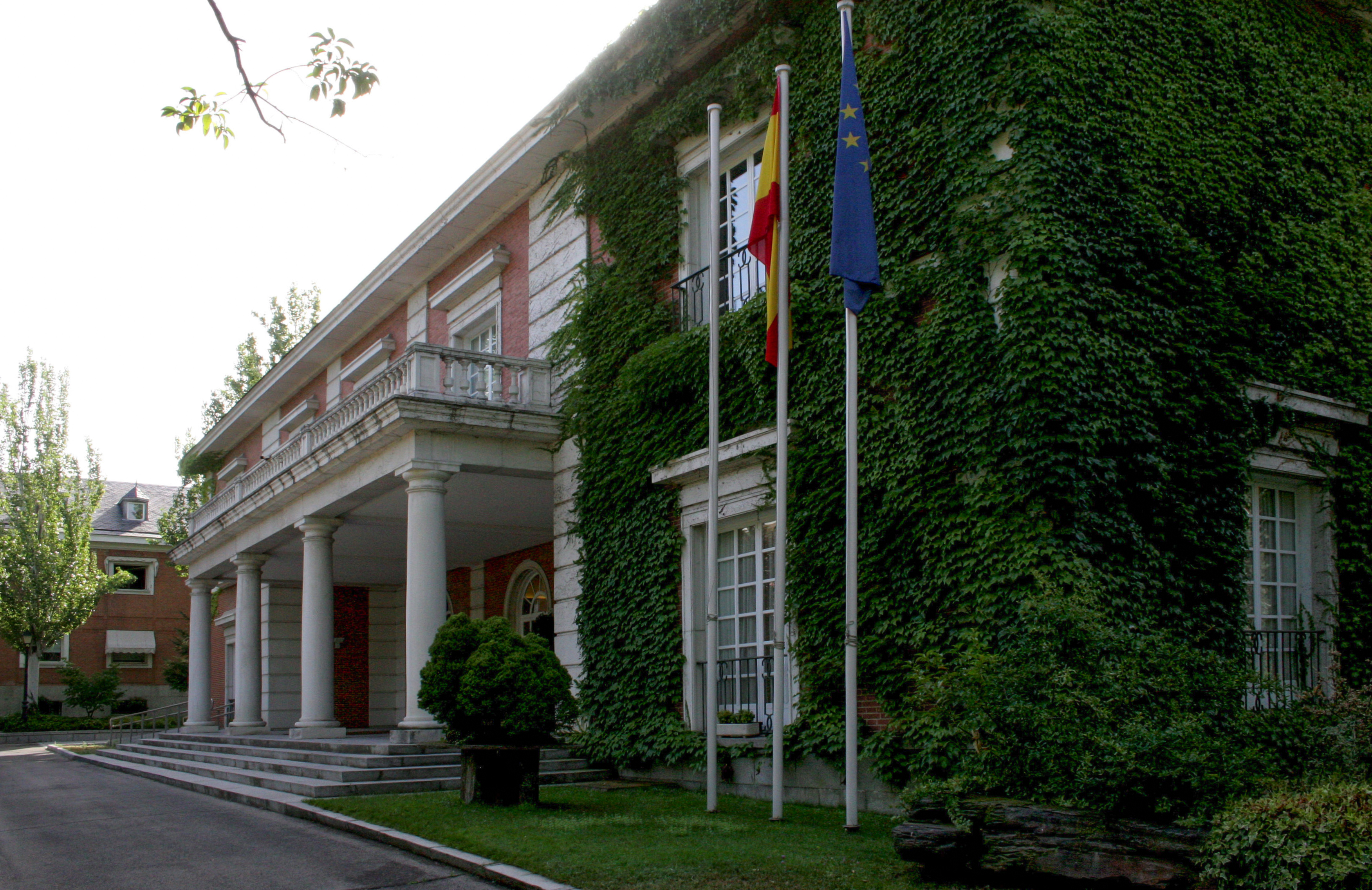
Дворец Монклоа в Мадриде

Штандарт председателя правительства

Список глав правительства Испании включает в себя руководителей правительства страны со времени его создания в 1823 году как единого органа в соответствии с хронологическим списком, размещённым на официальном сайте (www.lamoncloa.gob.es). В настоящее время правительство возглавляет Президент правительства Испании (исп. Presidente del Gobierno de España), чьё положение в системе государственной власти определяет конституция, принятая в 1978 году в период перехода страны к демократии.

## Резиденция
Только в 1977 году главы испанского правительства получили официальную резиденцию, которой стал мадридский дворец Монклоа. Первоначально глава правительства занимался государственными делами в месте пребывания монарха, лишь в 1871 году его местом работы была определён Дом героев (исп. Casa de los Heros), расположенный на улице Алькала, № 34. В 1914 году правительство перенесло свою резиденцию во дворец Вильямехор (исп. Palacio de Villamejor), расположенный на бульваре Кастельяно, № 3.

## Характеристика списка
Применённая в первых столбцах таблиц нумерация является условной. Также условным является использование в первых столбцах цветовой заливки, служащей для упрощения восприятия принадлежности лиц к различным политическим силам без необходимости обращения к столбцу, отражающему партийную принадлежность. В случае, когда глава правительства получил повторные полномочия последовательно за первоначальными, раздельно отражается каждый срок полномочий. В столбце «Выборы» отражены состоявшиеся выборные процедуры, сформировавшие состав парламента, утвердившего состав правительства или поддержавшего его, либо иные основания получения полномочий. Наряду с партийной принадлежностью, в столбце «Партия» также отражён внепартийный (независимый) статус персоналий или их принадлежность к вооружённым силам, когда они выступали как самостоятельная политическая сила.

## Первые государственные секретари (1823—1834)

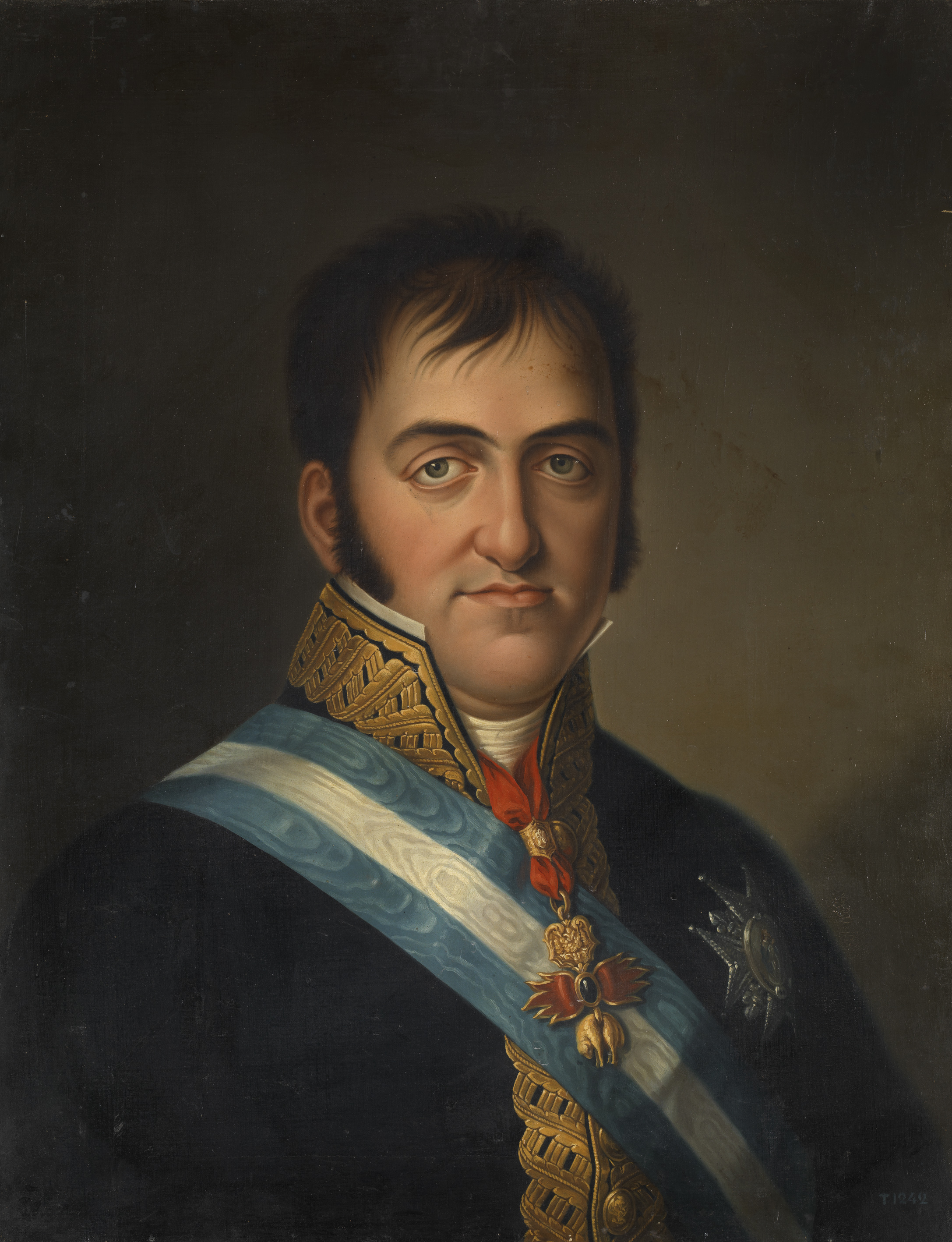
Фернандо VII

Впервые разрозненные государственные секретари («секретари государства и кабинета», исп. Secretarios de Estado y del Despacho) были объединены в совместно работающий орган, названный Совет министров (исп. Consejo de Ministros), по указу короля Фернандо VII, изданному на имя первого государственного секретаря (исп. Primeros Secretario de Estado) Виктора Дамиана Саэса 19 ноября 1823 года. Был установлен порядок его работы в виде совместных заседаний, обычно проводимых в месте пребывания монарха, первое из которых было созвано 22 ноября 1823 года. Будучи непосредственно и постоянно подчинённым монарху, Совет министров находился в конфликте с секретарями Государственного совета, пока король по предложению Совета министров не оставил за Государственным советом исключительно консультативную роль.
Последние годы правления Фернандо VII, когда произошло формирование правительства как единого органа, именуют «зловещим десятилетием» восстановления абсолютизма после французской интервенции в поддержку короля, завершившей «свободное трёхлетие» возобновления в 1820—1823 годах действия конституции, принятой в 1812 году Кадисскими кортесами.
Курсивом и серым цветом выделены даты начала и окончания полномочий лиц, временно замещающих главу правительства.
|        | Портрет         | Имя (годы жизни) | Полномочия      | Полномочия      | Пр.                  |
| Начало | Портрет         | Имя (годы жизни) | Окончание       |                 | Пр.                  |
| ------ | --------------- | --- | --------------- | --------------- | -------------------- |
| 1      |                 | патер Виктор Дамиан Саэс-и-Санчес Майор (1776—1839) исп. Víctor Damían Sáez y Sánchez Mayor                                                               | 19 ноября 1823  | 2 декабря 1823  | [ 15 ] [ 16 ] [ 17 ] |
| 2      |                 | Карлос Фернандо Мартинес де Ирухо-и-Такон, маркиз де Каса-Ирухо (1763—1824) исп. Carlos Fernando Martínez de Irujo y Tacón, marqués de Casa Irujo         | 2 декабря 1823  | 17 января 1824  | [ 18 ]               |
| и. о.  |                 | дон Нарсисо де Эредия-и-Бехинес де лос Риос, граф де Офалия (1775—1843) исп. Narciso de Heredia y Begines de los Ríos, conde de Ofalia                    | 25 декабря 1823 | 17 января 1824  | [ 19 ]               |
| 3 (I)  | 17 января 1824  | дон Нарсисо де Эредия-и-Бехинес де лос Риос, граф де Офалия (1775—1843) исп. Narciso de Heredia y Begines de los Ríos, conde de Ofalia                    | 11 июля 1824    |                 | [ 19 ]               |
| 4 (I)  |                 | Франсиско де Сеа Бермудес-и-Бусо (1779—1850) исп. Francisco de Cea Bermúdez y Buzo                                                                        | 11 июля 1824    | 24 октября 1825 | [ 20 ] [ 21 ]        |
| 5      |                 | дон Педро Алькантара де Толедо-и-Сальм-Сальм, 13-й герцог дель Инфантадо (1768—1841) исп. Pedro Alcántara de Toledo y Salm-Salm, XIII duque del Infantado | 24 октября 1825 | 19 августа 1826 | [ 22 ] [ 23 ] [ 24 ] |
| и. о.  |                 | Мануэль Бернардо Гонсалес Сальмон-и-Гомес Торрес (1775—1832) исп. Manuel Bernardo González Salmón y Gómez Torres                                          | 19 августа 1826 | 15 октября 1830 | [ 25 ]               |
| 6      | 15 октября 1830 | Мануэль Бернардо Гонсалес Сальмон-и-Гомес Торрес (1775—1832) исп. Manuel Bernardo González Salmón y Gómez Torres                                          | 18 января 1832  |                 | [ 25 ]               |
| 7      |                 | Антонио де Сааведра-и-Хофре, 7-й граф де Алькудия (1777—1842) исп. Antonio de Saavedra y Jofré, VII conde de Alcudia                                      | 20 января 1832  | 1 октября 1832  | [ 26 ]               |
| 4 (II) |                 | Франсиско де Сеа Бермудес-и-Бусо (1779—1850) исп. Francisco de Cea Bermúdez y Buzo                                                                        | 1 октября 1832  | 15 января 1834  | [ 20 ] [ 21 ]        |

## Президенты Совета министров (1834—1868)

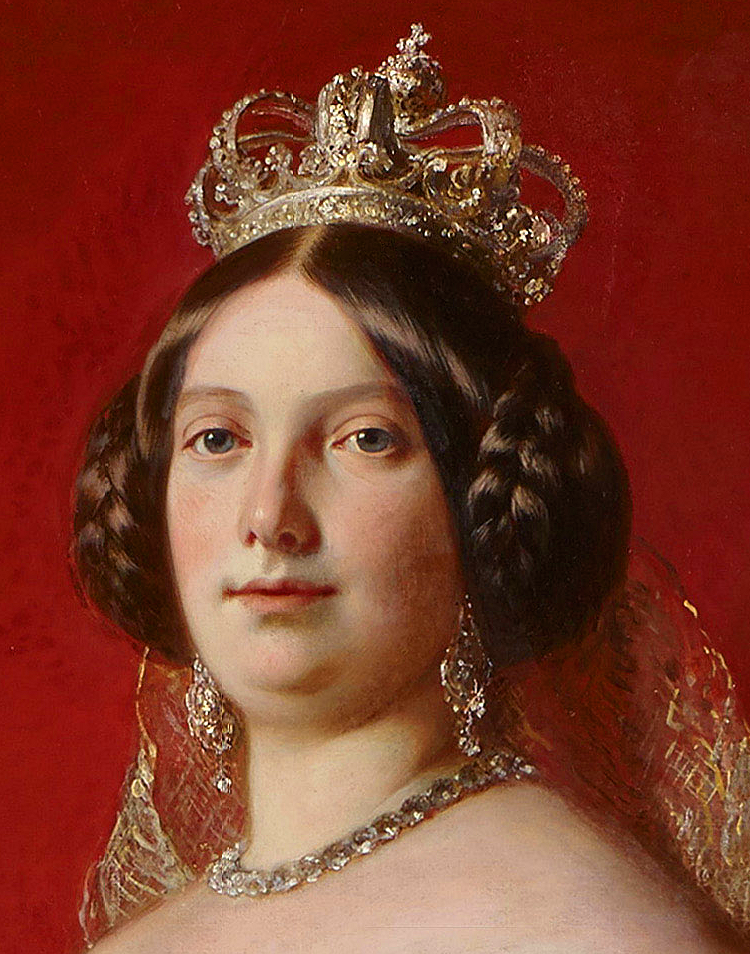
Изабелла II

Первым лицом, указанным в официальных документах как президент Совета министров (исп. Presidente del Consejo de Ministros), стал Франсиско Мартинес де ла Роса, назначенный на пост первого государственного секретаря (исп. Primeros Secretario de Estado) 15 января 1834 года; новая государственная должность была установлена при его правительстве Королевским уставом, промульгированным в апреле 1834 года Марией Кристиной (регентом при малолетней дочери Изабелле II) и была указана при роспуске кабинета 7 июня 1835 года.
Правление Изабеллы II, начавшееся в 1833 году и завершённое Славной революцией, вынудившей её отправиться в изгнание в 1868 году, разделено на два больших этапа: годы несовершеннолетия (1833—1843 годы), в течение которого регентами правления были сначала её мать Мария Кристина де Бурбон, а затем генерал Бальдомеро Эспартеро, и самостоятельное правление, начавшееся с её судебной эмансипации по решению кортесов в 1843 году в возрасте 13 лет. На протяжении обеих периодов происходило формирование либерального государства в Испании.
После смерти Фердиндо VII 29 сентября 1833 года его жена приняла регентство от имени своей дочери и будущей королевы Изабеллы II при поддержке либералов. Её конфликт с зятем Карлом Марией Исидро де Бурбоном, стремившимся к престолу на основании салического правила наследования, отменённого Карлом IV, привёл страну к первой карлистской войне. После краткого регентства Эспартеро, юная королева была провозглашена совершеннолетней решением Генеральных кортесов в 1843 году. В её самостоятельном правлении обычно выделяют четыре периода: «умеренное десятилетие» (1844—1854 годы); «прогрессивное двухлетие» (1854—1856 годы); период правительств Либерального союза (1856—1863 годы) и окончательный кризис (1863—1868 годы).
Курсивом и серым цветом выделены даты начала и окончания полномочий лиц, временно замещающих главу правительства, или создавших революционные правительства.
|                                                                                                   | Портрет         | Имя (годы жизни) | Полномочия       | Полномочия                                                       | Партия                 | Выборы                   | Кабинет                                 | Пр.                  |
| Начало                                                                                            | Портрет         | Имя (годы жизни) | Окончание        |                                                                  | Партия                 | Выборы                   | Кабинет                                 | Пр.                  |
| ------------------------------------------------------------------------------------------------- | --------------- | --- | ---------------- | ---------------------------------------------------------------- | ---------------------- | ------------------------ | --------------------------------------- | -------------------- |
| 8                                                                                                 |                 | Франсиско де Паула Мартинес де ла Роса Бердехо Гомес-и-Арройо (1787—1862) исп. Francisco de Paula Martínez de la Rosa Berdejo Gómez y Arroyo                               | 15 января 1834   | 7 июня 1835                                                      | Умеренная партия       | [ комм. 14 ]             | Мартинес де ла Роса                     | [ 45 ] [ 46 ] [ 47 ] |
| 8                                                                                                 | 1834            | Франсиско де Паула Мартинес де ла Роса Бердехо Гомес-и-Арройо (1787—1862) исп. Francisco de Paula Martínez de la Rosa Berdejo Gómez y Arroyo                               | 15 января 1834   | 7 июня 1835                                                      | Умеренная партия       |                          | Мартинес де ла Роса                     | [ 45 ] [ 46 ] [ 47 ] |
| 9                                                                                                 |                 | Хосе Мария Кейпо де Льяно-и-Руис де Саравия, 7-й граф де Торено (1786—1843) исп. José María Queipo de Llano y Ruiz de Saravia, VII conde de Toreno                         | 7 июня 1835      | 14 сентября 1835                                                 | Умеренная партия       | Торено                   | [ 48 ] [ 49 ] [ 50 ]                    |                      |
| —                                                                                                 |                 | Мигель Рикардо де Алава-и-Эскивель (1772—1843) исп. Miguel Ricardo de Álava y Esquível                                                                                     | 14 сентября 1835 | 25 сентября 1835                                                 | Прогрессистская партия | де Алава / Мендисабаль   | [ 51 ] [ 52 ] [ 53 ]                    |                      |
| и. о.                                                                                             |                 | Хуан Альварес-и-Мендисабаль (1790—1853) исп. Juan Álvarez y Mendizábal урожд. Хуан де Диос Альварес Мендес исп. Juan de Dios Álvarez Méndez                                | 25 сентября 1835 | 15 мая 1836                                                      | Прогрессистская партия | де Алава / Мендисабаль   | [ 54 ] [ 55 ] [ 56 ]                    |                      |
| и. о.                                                                                             | 1836, февраль   | Хуан Альварес-и-Мендисабаль (1790—1853) исп. Juan Álvarez y Mendizábal урожд. Хуан де Диос Альварес Мендес исп. Juan de Dios Álvarez Méndez                                | 25 сентября 1835 | 15 мая 1836                                                      | Прогрессистская партия | де Алава / Мендисабаль   | [ 54 ] [ 55 ] [ 56 ]                    |                      |
| и. о.                                                                                             |                 | Франсиско Хавьер де Истурис-и-Монтеро (1790—1871) исп. Francisco Javier de Istúriz y Montero                                                                               | 15 мая 1836      | 14 августа 1836                                                  | Умеренная партия       | Истурис (I)              | [ 57 ] [ 58 ] [ 59 ]                    |                      |
| и. о.                                                                                             | 1836, июль      | Франсиско Хавьер де Истурис-и-Монтеро (1790—1871) исп. Francisco Javier de Istúriz y Montero                                                                               | 15 мая 1836      | 14 августа 1836                                                  | Умеренная партия       | Истурис (I)              | [ 57 ] [ 58 ] [ 59 ]                    |                      |
| 10                                                                                                |                 | Хосе Мария Калатрава-и-Гарсия Пейнадо (1781—1846) исп. José María Calatrava y García Peinado                                                                               | 14 августа 1836  | 18 августа 1837                                                  | Прогрессистская партия | Калатрава                | [ 60 ] [ 61 ] [ 62 ]                    |                      |
| 10                                                                                                | 1836, октябрь   | Хосе Мария Калатрава-и-Гарсия Пейнадо (1781—1846) исп. José María Calatrava y García Peinado                                                                               | 14 августа 1836  | 18 августа 1837                                                  | Прогрессистская партия | Калатрава                | [ 60 ] [ 61 ] [ 62 ]                    |                      |
| и. о.                                                                                             |                 | Ильдефонсо Диэс де Ривера-и-Муро, граф де Альмодовар (1777—1846) исп. Ildefonso Díez de Rivera y Muro                                                                      | 10 марта 1837    | 3 апреля 1837                                                    | Прогрессистская партия | Калатрава                | [ 63 ]                                  |                      |
| 11 (I)                                                                                            |                 | Хоакин Бальдомеро Фернандес-Эспартеро Альварес де Торо, граф де Лучана (1793—1879) исп. Joaquín Baldomero Fernández-Espartero Álvarez de Toro, conde de Luchana            | 18 августа 1837  | 18 октября 1837                                                  | Прогрессистская партия | Эспартеро (I)            | [ 64 ] [ 65 ] [ 66 ]                    |                      |
| 11 (I)                                                                                            | 1837            | Хоакин Бальдомеро Фернандес-Эспартеро Альварес де Торо, граф де Лучана (1793—1879) исп. Joaquín Baldomero Fernández-Espartero Álvarez de Toro, conde de Luchana            | 18 августа 1837  | 18 октября 1837                                                  | Прогрессистская партия | Эспартеро (I)            | [ 64 ] [ 65 ] [ 66 ]                    |                      |
| 12                                                                                                |                 | Эусебио де Бардахи-и-Асара (1776—1842) исп. Eusebio de Bardají y Azara | 18 октября 1837  | 16 декабря 1837                                                  | Умеренная партия       | Бардахи                  | [ 67 ]                                  |                      |
| 3 (II)                                                                                            |                 | дон, гранд Нарсисо де Эредия-и-Бехинес де лос Риос, маркиз де Эредия(1775—1843) исп. Narciso de Heredia y Begines de los Ríos, marqués de Heredia                          | 16 декабря 1837  | 6 сентября 1838                                                  | Умеренная партия       | Эредия                   | [ 19 ]                                  |                      |
| 13                                                                                                |                 | дон, гранд Бернардино Фернандес де Веласко-и-Бенавидес, 14-й герцог де Фриас (1783—1851) исп. Bernardino Fernández de Velasco y Benavides, XIV duque de Frías              | 6 сентября 1838  | 9 декабря 1838                                                   | Умеренная партия       | Фернандес де Веласко     | [ 68 ] [ 69 ] [ 70 ]                    |                      |
| 14                                                                                                |                 | Эваристо Перес де Кастро-и-Брито (1769—1849) исп. Evaristo Pérez de Castro y Brito                                                                                         | 9 декабря 1838   | 20 июля 1840                                                     | Умеренная партия       | Перес де Кастро          | [ 71 ]                                  |                      |
| 14                                                                                                | 1839            | Эваристо Перес де Кастро-и-Брито (1769—1849) исп. Evaristo Pérez de Castro y Brito                                                                                         | 9 декабря 1838   | 20 июля 1840                                                     | Умеренная партия       | Перес де Кастро          | [ 71 ]                                  |                      |
| 14                                                                                                | 1840            | Эваристо Перес де Кастро-и-Брито (1769—1849) исп. Evaristo Pérez de Castro y Brito                                                                                         | 9 декабря 1838   | 20 июля 1840                                                     | Умеренная партия       | Перес де Кастро          | [ 71 ]                                  |                      |
| и. о.                                                                                             |                 | Исидро де Алаш-и-Фабрегас (1790—1853) исп. Isidro de Alaix y Fábregas | 9 декабря 1838   | 3 февраля 1839                                                   | Умеренная партия       | Перес де Кастро          | [ комм. 26 ]                            | [ 72 ]               |
| 15 (I)                                                                                            |                 | Антонио Бонифасио Гонсалес Оланьета-и-Гонсалес де Окампо (1792—1876) исп. Antonio Bonifacio González Olañeta y González de Ocampo                                          | 20 июля 1840     | 12 августа 1840                                                  | Прогрессистская партия | (1840)                   | Гонсалес-и-Гонсалес (I)                 | [ 73 ]               |
| 16                                                                                                |                 | Валентин Феррас-и-Баррау (1792—1866) исп. Valentín Ferraz y Barrau | 12 августа 1840  | 28 августа 1840                                                  | Прогрессистская партия | (1840)                   | Феррас                                  | [ 74 ] [ 75 ]        |
| и. о.                                                                                             |                 | Модесто Кортасар-и-Леал де Ибарра (1783—1862) исп. Modesto Cortázar y Leal de Ibarra                                                                                       | 29 августа 1840  | 11 сентября 1840                                                 | Прогрессистская партия | (1840)                   | Феррас                                  | [ 76 ]               |
| 17                                                                                                |                 | Висенте Санчо-и-Коберторес (1784—1860) исп. Vicente Sancho y Cobertores | 11 сентября 1840 | 16 сентября 1840                                                 | Прогрессистская партия | (1840)                   | Санчо                                   | [ 77 ]               |
| 11 (II)                                                                                           |                 | Хоакин Бальдомеро Фернандес-Эспартеро Альварес де Торо, герцог де ла Виктория (1793—1879) исп. Joaquín Baldomero Fernández-Espartero Álvarez de Toro, duque de la Victoria | 16 сентября 1840 | 10 мая 1841                                                      | Прогрессистская партия | (1840)                   | Эспартеро (II)                          | [ 64 ] [ 65 ] [ 66 ] |
| 11 (II)                                                                                           | 1841            | Хоакин Бальдомеро Фернандес-Эспартеро Альварес де Торо, герцог де ла Виктория (1793—1879) исп. Joaquín Baldomero Fernández-Espartero Álvarez de Toro, duque de la Victoria | 16 сентября 1840 | 10 мая 1841                                                      | Прогрессистская партия |                          | Эспартеро (II)                          | [ 64 ] [ 65 ] [ 66 ] |
| 18                                                                                                |                 | Хуан Томас Хоакин Мария Феррер-и-Кафранга (1777—1861) исп. Juan Tomás Joaquín María Ferrer y Cafranga                                                                      | 10 мая 1841      | 20 мая 1841                                                      | Прогрессистская партия | Феррер                   | [ 78 ] [ 79 ]                           |                      |
| 15 (II)                                                                                           |                 | Антонио Бонифасио Гонсалес Оланьета-и-Гонсалес де Окампо (1792—1876) исп. Antonio Bonifacio González Olañeta y González de Ocampo                                          | 20 мая 1841      | 17 июня 1842                                                     | Прогрессистская партия | Гонсалес-и-Гонсалес (II) | [ 73 ]                                  |                      |
| 19                                                                                                |                 | дон Хосе Рамон Эстебан Матео Мендес Родиль Гальосо, маркиз де Родиль (1789—1853) исп. José Ramón Esteban Mateo Méndez Rodil Gayoso, marqués de Rodil                       | 17 июня 1842     | 9 мая 1843                                                       | Прогрессистская партия | Родиль                   | [ 80 ]                                  |                      |
| 19                                                                                                | 1843 (февраль)  | дон Хосе Рамон Эстебан Матео Мендес Родиль Гальосо, маркиз де Родиль (1789—1853) исп. José Ramón Esteban Mateo Méndez Rodil Gayoso, marqués de Rodil                       | 17 июня 1842     | 9 мая 1843                                                       | Прогрессистская партия | Родиль                   | [ 80 ]                                  |                      |
| 20 (I)                                                                                            |                 | Хоакин Мария де да Асунсьон Лопес-и-Лопес (1798—1855) исп. Joaquín María de la Asunción López y López                                                                      | 9 мая 1843       | 19 мая 1843                                                      | Прогрессистская партия | Лопес-и-Лопес (I)        | [ 81 ] [ 82 ]                           |                      |
| 21                                                                                                |                 | Альваро Эстебан Висенте Гомес Бесерра (1771—1855) исп. Álvaro Esteban Vicente Gómez Becerra                                                                                | 19 мая 1843      | 23 июля 1843                                                     | Прогрессистская партия | Гомес Бесерра            | [ 83 ]                                  |                      |
| 20 (II)                                                                                           |                 | Хоакин Мария де да Асунсьон Лопес-и-Лопес (1798—1855) исп. Joaquín María de la Asunción López y López                                                                      | 23 июля 1843     | 20 ноября 1843                                                   | Прогрессистская партия | Лопес-и-Лопес (II)       | [ 81 ] [ 82 ]                           |                      |
| 20 (II)                                                                                           | 1843 (сентябрь) | Хоакин Мария де да Асунсьон Лопес-и-Лопес (1798—1855) исп. Joaquín María de la Asunción López y López                                                                      | 23 июля 1843     | 20 ноября 1843                                                   | Прогрессистская партия | Лопес-и-Лопес (II)       | [ 81 ] [ 82 ]                           |                      |
| 22                                                                                                |                 | Салустиано де Олосага-и-Альмандос (1805—1873) исп. Salustiano de Olózaga y Almandoz                                                                                        | 20 ноября 1843   | 29 ноября 1843                                                   | Прогрессистская партия | Олосага                  | [ 85 ]                                  |                      |
| пост вакантен с 29 ноября до 5 декабря 1843 года в связи с бегством Салустиано Олосаги во Францию |                 | |                  |                                                                  |                        |                          |                                         |                      |
| 23 (I)                                                                                            |                 | Луис Гонсалес Браво-и-Лопес де Архона (1811—1871) исп. Luis González Bravo y López de Arjona                                                                               | 5 декабря 1843   | 3 мая 1844                                                       | Умеренная партия       | (1843) (сентябрь)        | Гонсалес Браво (I)                      | [ 86 ]               |
| 24 (I)                                                                                            |                 | Рамон Мария Нарваэс-и-Кампос (1800—1868) исп. Ramón María Narváez y Campos                                                                                                 | 3 мая 1844       | 11 февраля 1846                                                  | Умеренная партия       | (1843) (сентябрь)        | Нарваэс (I)                             | [ 87 ] [ 88 ]        |
| 24 (I)                                                                                            | 1844            | Рамон Мария Нарваэс-и-Кампос (1800—1868) исп. Ramón María Narváez y Campos                                                                                                 | 3 мая 1844       | 11 февраля 1846                                                  | Умеренная партия       |                          | Нарваэс (I)                             | [ 87 ] [ 88 ]        |
| 25 (I)                                                                                            |                 | гранд Мануэль Пандо Фернандес де Пинедо, 2-й маркиз де Мирафлорес (1792—1872) исп. Manuel Pando Fernández de Pinedo, II marqués de Miraflores                              | 12 февраля 1846  | 16 марта 1846                                                    | Умеренная партия       | Пандо (I)                | [ 89 ]                                  |                      |
| 24 (II)                                                                                           |                 | Рамон Мария Нарваэс-и-Кампос (1800—1868) исп. Ramón María Narváez y Campos                                                                                                 | 16 марта 1846    | 5 апреля 1846                                                    | Умеренная партия       | Нарваэс (II)             | [ 87 ] [ 88 ]                           |                      |
| 26 (I)                                                                                            |                 | Франсиско Хавьер де Истурис-и-Монтеро (1790—1871) исп. Francisco Javier de Istúriz y Montero                                                                               | 5 апреля 1846    | 28 января 1847                                                   | Умеренная партия       | Истурис (II)             | [ 57 ] [ 58 ] [ 59 ]                    |                      |
| 26 (I)                                                                                            | 1846            | Франсиско Хавьер де Истурис-и-Монтеро (1790—1871) исп. Francisco Javier de Istúriz y Montero                                                                               | 5 апреля 1846    | 28 января 1847                                                   | Умеренная партия       | Истурис (II)             | [ 57 ] [ 58 ] [ 59 ]                    |                      |
| 27                                                                                                |                 | дон, гранд Карлос Фернандо Мартинес де Ирухо-и-МакКеан, герцог де Сотомайор (1799—1855) исп. Carlos Fernando Martínez de Irujo y McKean, duque de Sotomayor                | 28 января 1847   | 28 марта 1847                                                    | Умеренная партия       | Сотомайор                | [ 90 ]                                  |                      |
| 28                                                                                                |                 | Хоакин Франсиско Пачеко-и-Гутьеррес Кальдерон (1808—1865) исп. Joaquín Francisco Pacheco y Gutiérrez Calderón                                                              | 28 марта 1847    | 31 августа 1847                                                  | Умеренная партия       | Пачеко                   | [ 91 ]                                  |                      |
| пост вакантен с 31 августа до 12 сентября 1847 года                                               |                 | |                  |                                                                  |                        |                          |                                         |                      |
| 29                                                                                                |                 | Флоренсио Франсиско Гарсия Гоэна-и-Орорбия (1783—1855) исп. Florencio Francisco García Goyena y Ororbia                                                                    | 12 сентября 1847 | 4 октября 1847                                                   | Умеренная партия       | (1846)                   | Гарсия Гоэна                            | [ 92 ] [ 93 ]        |
| 24 (III)                                                                                          |                 | Рамон Мария Нарваэс-и-Кампос, герцог де Валенсия (1800—1868) исп. Ramón María Narváez y Campos, duque de Valencia                                                          | 4 октября 1847   | 19 октября 1849                                                  | Умеренная партия       | (1846)                   | Нарваэс (III)                           | [ 87 ] [ 88 ]        |
| 30                                                                                                |                 | Серафин Мария де Сотто-и-Аб-ач Лангтон, 3-й граф де Клонард (1793—1862) исп. Serafín María de Sotto y Ab-ach Langton, III conde de Clonard                                 | 19 октября 1849  | 20 октября 1849                                                  | Умеренная партия       | (1846)                   | Сотто                                   | [ 94 ]               |
| 24 (IV)                                                                                           |                 | Рамон Мария Нарваэс-и-Кампос, герцог де Валенсия (1800—1868) исп. Ramón María Narváez y Campos, duque de Valencia                                                          | 20 октября 1849  | 10 января 1851                                                   | Умеренная партия       | (1846)                   | Нарваэс (IV)                            | [ 87 ] [ 88 ]        |
| 24 (IV)                                                                                           | 1850            | Рамон Мария Нарваэс-и-Кампос, герцог де Валенсия (1800—1868) исп. Ramón María Narváez y Campos, duque de Valencia                                                          | 20 октября 1849  | 10 января 1851                                                   | Умеренная партия       |                          | Нарваэс (IV)                            | [ 87 ] [ 88 ]        |
| пост вакантен с 10 до 14 января 1851 года                                                         |                 | |                  |                                                                  |                        |                          |                                         |                      |
| 31                                                                                                |                 | Хуан Браво Мурильо (1803—1873) исп. Juan Bravo Murillo | 14 января 1851   | 14 декабря 1852                                                  | Умеренная партия       | (1850)                   | Браво Мурильо                           | [ 95 ] [ 96 ]        |
| 31                                                                                                | 1851            | Хуан Браво Мурильо (1803—1873) исп. Juan Bravo Murillo | 14 января 1851   | 14 декабря 1852                                                  | Умеренная партия       |                          | Браво Мурильо                           | [ 95 ] [ 96 ]        |
| 32                                                                                                |                 | дон Федерико де Ронкали Серути-и-Мартинес де Маурисе, граф де Алькой (1800—1857) исп. Federico de Roncali Ceruti y Martínez de Maurice, conde de Alcoy                     | 14 декабря 1852  | 14 апреля 1853                                                   | Умеренная партия       | Ронкали                  | [ 97 ]                                  |                      |
| 32                                                                                                | 1853            | дон Федерико де Ронкали Серути-и-Мартинес де Маурисе, граф де Алькой (1800—1857) исп. Federico de Roncali Ceruti y Martínez de Maurice, conde de Alcoy                     | 14 декабря 1852  | 14 апреля 1853                                                   | Умеренная партия       | Ронкали                  | [ 97 ]                                  |                      |
| 33                                                                                                |                 | Франсиско Алехандро де Лерсунди-и-Ормаэчеа (1817—1874) исп. Francisco Alejandro de Lersundi y Ormaechea                                                                    | 14 апреля 1853   | 19 сентября 1853                                                 | Умеренная партия       | Лерсунди                 | [ 98 ] [ 99 ]                           |                      |
| 34                                                                                                |                 | дон Луис Хосе Сарториус-и-Тапия, граф де Сан-Луис (1820—1871) исп. Luis José Sartorius y Tapia                                                                             | 19 сентября 1853 | 17 июля 1854                                                     | Умеренная партия       | Сарториус                | [ 100 ]                                 |                      |
| 35                                                                                                |                 | Фернандо Фернандес де Кордова-и-Валькарсель (1809—1883) исп. Fernando Fernández de Córdova y Valcárcel                                                                     | 17 июля 1854     | 18 июля 1854                                                     | Умеренная партия       | Фернандес де Кордова     | [ 101 ] [ 102 ]                         |                      |
| 36                                                                                                |                 | дон, гранд Анхель Рамирес де Сааведра-и-Родригес де Бакедано, 3-й герцог де Ривас (1791—1865) исп. Ángel Ramírez de Saavedra y Rodríguez de Baquedano, III duque de Rivas  | 18 июля 1854     | 20 июля 1854                                                     | Умеренная партия       | Сааведра                 | [ 103 ] [ 104 ]                         |                      |
| 11 (III—V)                                                                                        |                 | Хоакин Бальдомеро Фернандес-Эспартеро Альварес де Торо, герцог де ла Виктория (1793—1879) исп. Joaquín Baldomero Fernández-Espartero Álvarez de Toro, duque de la Victoria | 20 июля 1854     | 30 июля 1854                                                     | Прогрессистская партия | Эспартеро (III)          | [ 64 ] [ 65 ] [ 66 ]                    |                      |
| 11 (III—V)                                                                                        | 30 июля 1854    | Хоакин Бальдомеро Фернандес-Эспартеро Альварес де Торо, герцог де ла Виктория (1793—1879) исп. Joaquín Baldomero Fernández-Espartero Álvarez de Toro, duque de la Victoria | 28 ноября 1854   | Эспартеро (IV)                                                   | Прогрессистская партия |                          | [ 64 ] [ 65 ] [ 66 ]                    |                      |
| 11 (III—V)                                                                                        | 30 июля 1854    | Хоакин Бальдомеро Фернандес-Эспартеро Альварес де Торо, герцог де ла Виктория (1793—1879) исп. Joaquín Baldomero Fernández-Espartero Álvarez de Toro, duque de la Victoria | 28 ноября 1854   | Эспартеро (IV)                                                   | Прогрессистская партия | 1854                     | [ 64 ] [ 65 ] [ 66 ]                    |                      |
| 11 (III—V)                                                                                        | 28 ноября 1854  | Хоакин Бальдомеро Фернандес-Эспартеро Альварес де Торо, герцог де ла Виктория (1793—1879) исп. Joaquín Baldomero Fernández-Espartero Álvarez de Toro, duque de la Victoria | 14 июля 1856     | Эспартеро (V)                                                    | Прогрессистская партия |                          | [ 64 ] [ 65 ] [ 66 ]                    |                      |
| —                                                                                                 |                 | Эваристо Фернандес де Сан-Мигель-и-Вальедор Навия (1785—1862) исп. Evaristo Fernández de San Miguel y Valledor Navia                                                       | 21 июля 1854     | 23 июля 1854                                                     | военный                | [ комм. 42 ]             | Хунта спасения и обороны города Мадрида | [ 105 ]              |
| —                                                                                                 | 23 июля 1854    | Эваристо Фернандес де Сан-Мигель-и-Вальедор Навия (1785—1862) исп. Evaristo Fernández de San Miguel y Valledor Navia                                                       | 29 июля 1854     | Верховная хунта спасения, вооружения и обороны провинции Мадрида | военный                | [ комм. 42 ]             |                                         | [ 105 ]              |
| 37 (I)                                                                                            |                 | Леопольдо О’Доннель-и-Хорис, граф де Лусена (1809—1867) исп. Leopoldo O'Donnell y Jorís, conde de Lucena                                                                   | 14 июля 1856     | 12 октября 1856                                                  | Либеральный союз       | (1854)                   | О’Доннель (I)                           | [ 106 ] [ 107 ]      |
| 24 (V)                                                                                            |                 | Рамон Мария Нарваэс-и-Кампос, герцог де Валенсия (1800—1868) исп. Ramón María Narváez y Campos, duque de Valencia                                                          | 12 октября 1856  | 15 октября 1857                                                  | Умеренная партия       | (1854)                   | Нарваэс (V)                             | [ 87 ] [ 88 ]        |
| 24 (V)                                                                                            | 1857            | Рамон Мария Нарваэс-и-Кампос, герцог де Валенсия (1800—1868) исп. Ramón María Narváez y Campos, duque de Valencia                                                          | 12 октября 1856  | 15 октября 1857                                                  | Умеренная партия       |                          | Нарваэс (V)                             | [ 87 ] [ 88 ]        |
| 38                                                                                                |                 | Франсиско Армеро-и-Фернандес де Пеньяранда (1804—1866) исп. Francisco Armero y Fernández de Peñaranda, duque de Valencia                                                   | 15 октября 1857  | 14 января 1858                                                   | Умеренная партия       | Армеро Пеньяранда        | [ 108 ]                                 |                      |
| 26 (II)                                                                                           |                 | Франсиско Хавьер де Истурис-и-Монтеро (1790—1871) исп. Francisco Javier de Istúriz y Montero                                                                               | 14 января 1858   | 30 июня 1858                                                     | Умеренная партия       | Истурис (III)            | [ 57 ] [ 58 ] [ 59 ]                    |                      |
| 37 (II—III)                                                                                       |                 | гранд Леопольдо О’Доннель-и-Хорис, герцог де Тетуан (1809—1867) исп. Leopoldo O'Donnell y Jorís, duque de Tetuán                                                           | 30 июня 1858     | 17 января 1863                                                   | Либеральный союз       | О’Доннель (II)           | [ 106 ] [ 107 ]                         |                      |
| 37 (II—III)                                                                                       | 1858            | гранд Леопольдо О’Доннель-и-Хорис, герцог де Тетуан (1809—1867) исп. Leopoldo O'Donnell y Jorís, duque de Tetuán                                                           | 30 июня 1858     | 17 января 1863                                                   | Либеральный союз       | О’Доннель (II)           | [ 106 ] [ 107 ]                         |                      |
| 37 (II—III)                                                                                       | 17 января 1863  | гранд Леопольдо О’Доннель-и-Хорис, герцог де Тетуан (1809—1867) исп. Leopoldo O'Donnell y Jorís, duque de Tetuán                                                           | 2 марта 1863     | О’Доннель (III)                                                  | Либеральный союз       |                          | [ 106 ] [ 107 ]                         |                      |
| и. о.                                                                                             |                 | Сатурнино Кальдерон де ла Барка-и-Кольянтес (1807—1864) исп. Saturnino Calderón de la Barca y Collantes                                                                    | 7 ноября 1859    | 30 апреля 1860                                                   | Либеральный союз       | [ комм. 49 ]             | [ 109 ]                                 |                      |
| 25 (II)                                                                                           |                 | гранд Мануэль Пандо Фернандес де Пинедо, 2-й маркиз де Мирафлорес (1792—1872) исп. Manuel Pando Fernández de Pinedo, II marqués de Miraflores                              | 2 марта 1863     | 17 января 1864                                                   | Умеренная партия       | Пандо (II)               | [ 89 ]                                  |                      |
| 25 (II)                                                                                           | 1863            | гранд Мануэль Пандо Фернандес де Пинедо, 2-й маркиз де Мирафлорес (1792—1872) исп. Manuel Pando Fernández de Pinedo, II marqués de Miraflores                              | 2 марта 1863     | 17 января 1864                                                   | Умеренная партия       | Пандо (II)               | [ 89 ]                                  |                      |
| 39                                                                                                |                 | дон Лоренсо Аррасола-и-Гарсия (1795—1873) исп. Lorenzo Arrazola y García                                                                                                   | 17 января 1864   | 1 марта 1864                                                     | Умеренная партия       | Аррасола                 | [ 110 ] [ 111 ]                         |                      |
| 40                                                                                                |                 | Алехандро Мон-и-Менендес (1801—1882) исп. Alejandro Mon y Menéndez | 1 марта 1864     | 16 сентября 1864                                                 | Умеренная партия       | Мон                      | [ 112 ] [ 113 ]                         |                      |
| 24 (VI)                                                                                           |                 | Рамон Мария Нарваэс-и-Кампос, герцог де Валенсия (1800—1868) исп. Ramón María Narváez y Campos, duque de Valencia                                                          | 16 сентября 1864 | 21 июня 1865                                                     | Умеренная партия       | Нарваэс (VI)             | [ 87 ] [ 88 ]                           |                      |
| 24 (VI)                                                                                           | 1864            | Рамон Мария Нарваэс-и-Кампос, герцог де Валенсия (1800—1868) исп. Ramón María Narváez y Campos, duque de Valencia                                                          | 16 сентября 1864 | 21 июня 1865                                                     | Умеренная партия       | Нарваэс (VI)             | [ 87 ] [ 88 ]                           |                      |
| 37 (IV)                                                                                           |                 | гранд Леопольдо О’Доннель-и-Хорис, герцог де Тетуан (1809—1867) исп. Leopoldo O'Donnell y Jorís, duque de Tetuán                                                           | 21 июня 1865     | 10 июля 1866                                                     | Либеральный союз       | О’Доннель (IV)           | [ 106 ] [ 107 ]                         |                      |
| 37 (IV)                                                                                           | 1865            | гранд Леопольдо О’Доннель-и-Хорис, герцог де Тетуан (1809—1867) исп. Leopoldo O'Donnell y Jorís, duque de Tetuán                                                           | 21 июня 1865     | 10 июля 1866                                                     | Либеральный союз       | О’Доннель (IV)           | [ 106 ] [ 107 ]                         |                      |
| 24 (VII)                                                                                          |                 | Рамон Мария Нарваэс-и-Кампос, герцог де Валенсия (1800—1868) исп. Ramón María Narváez y Campos, duque de Valencia                                                          | 10 июля 1866     | 23 апреля 1868                                                   | Умеренная партия       | Нарваэс (VII)            | [ 87 ] [ 88 ]                           |                      |
| 24 (VII)                                                                                          | 1867            | Рамон Мария Нарваэс-и-Кампос, герцог де Валенсия (1800—1868) исп. Ramón María Narváez y Campos, duque de Valencia                                                          | 10 июля 1866     | 23 апреля 1868                                                   | Умеренная партия       | Нарваэс (VII)            | [ 87 ] [ 88 ]                           |                      |
| 23 (II)                                                                                           |                 | Луис Гонсалес Браво-и-Лопес де Архона (1811—1871) исп. Luis González Bravo y López de Arjona                                                                               | 23 апреля 1868   | 19 сентября 1868                                                 | Умеренная партия       | Гонсалес Браво (II)      | [ 86 ]                                  |                      |
| 41                                                                                                |                 | гранд Хосе Гутьеррес де ла Конча-э-Иригоен де ла Кинтана, маркиз де ла Габана (1809—1895) исп. José Gutiérrez de la Concha e Yrigoyen de la Quintana, marqués de la Habana | 19 сентября 1868 | 3 октября 1868                                                   | Умеренная партия       | Гутьеррес де ла Конча    | [ 114 ] [ 115 ]                         |                      |

## Демократическое шестилетие (1868—1874)

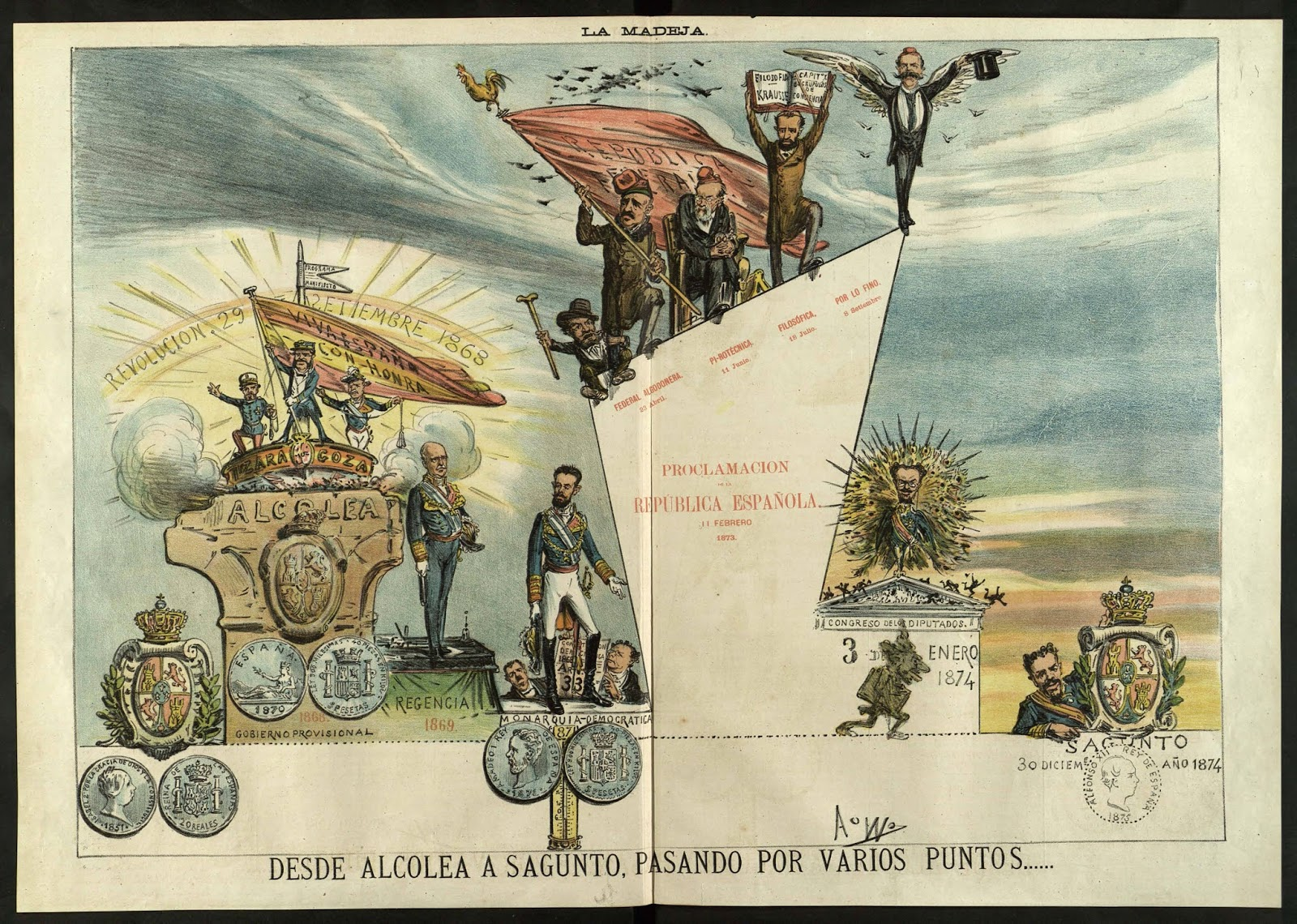
Карикатура 1874 года на этапы «демократического шестилетия»

Славная революция (исп. «La Gloriosa»), завершившая правление Изабеллы II и вынудившая её отправиться в изгнание в 1868 году, начала период «демократического шестилетия» (исп. Sexenio Democrático). В эти годы обычно выделяют три этапа: работу временных правительств (1868—1871 годы), правление Амадея I (1871—1873 годы) и первую Испанскую республику (1873—1874 годы).

### Временные правительства (1868—1871)
Временные правительства 1868—1871 годов были переходной формой исполнительной власти, сформированной после триумфа Славной революции, прекратившей правление Изабеллы II. Первоначально это были правительства, работающие над созданием новой конституции и образованные политическими силами, подписавшими 16 августа 1866 года Остендский пакт, среди которых главную роль играла Прогрессистская партия, несколько меньшую — Либеральный союз и Демократическая партия (из которой после революции отделилась Федеральная демократическая республиканская партия). После принятия Учредительными кортесами конституции генерал Франсиско Серрано 15 июня 1869 года был избран регентом до принятия престола 2 января 1871 года королём Амадеем I.
В первые дни после изгнания 30 сентября 1868 года оставившей престол королевы Изабеллы II в стране отсутствовало общенациональное правительство, города и провинции управлялись местными революционными хунтами, среди которых важнейшую роль играла Временная революционная хунта Мадрида (исп. Junta Provisional Revolucionaria de Madrid): именно она провозгласила суверенитет народа и низложение королевы. Её состав во главе с Паскуалем Мадосом был утверждён на предшествовавших революции тайных собраниях, 3 октября 1868 года преемником Мадоса был избран Хоакин Агирре де ла Пенья, в тот же день признавший главнокомандующим Серрано и попросивший его сформировать национальное правительство. 5 октября 1868 года Агирре де ла Пенья возглавил видоизменённую Высшую революционную хунту Мадрида (исп. Junta Superior Revolucionaria de Madrid), продолжавшую работать и после формирования 8 октября 1868 года временного правительства (исп. Gobierno Provisional) во главе с Серрано. Став 18 июня 1869 года регентом престола Серрано назначил президентом Совета министров Хуана Прима, обеспечившего избрание 16 ноября 1870 года новым королём представителя Савойского дома (итал. Casa Savoia, фр. Maison de Savoie) Амадея, герцога д`Аосты. 27 декабря 1870 года Прим был ранен несколькими выстрелами при выходе из Кортесов и скончался через три дня (или от ранений, или был задушен), не дожив нескольких дней до присяги короля.
Курсивом и серым цветом выделены даты начала и окончания полномочий лиц, временно замещающих главу правительства.
|           | Портрет         | Имя (годы жизни) | Полномочия       | Полномочия       | Партия                                                 | Выборы | Должность | Пр.                     |
| Начало    | Портрет         | Имя (годы жизни) | Окончание        |                  | Партия                                                 | Выборы | Должность | Пр.                     |
| --------- | --------------- | --- | ---------------- | ---------------- | ------------------------------------------------------ | --- | --- | ----------------------- |
| 41        |                 | Паскуаль Мадос-э-Ибаньес (1806—1870) исп. Pascual Madoz e Ibáñez | 30 сентября 1868 | 3 октября 1868   | Прогрессистская партия                                 | [ комм. 52 ] | президент Временной революционной хунты Мадрида исп. Presidente de la Junta Provisional Revolucionaria de Madrid          | [ 129 ]                 |
| 42 (I—II) |                 | Хоакин Агирре де ла Пенья (1805—1869) исп. Joaquín Aguirre de la Peña | 3 октября 1868   | 5 октября 1868   | Прогрессистская партия                                 | [ комм. 53 ] | президент Временной революционной хунты Мадрида исп. Presidente de la Junta Provisional Revolucionaria de Madrid          | [ 130 ]                 |
| 42 (I—II) | 5 октября 1868  | Хоакин Агирре де ла Пенья (1805—1869) исп. Joaquín Aguirre de la Peña | 8 октября 1868   | [ комм. 55 ]     | Прогрессистская партия                                 | президент Высшей революционной хунты Мадрида исп. Presidente de la Junta Superior Revolucionaria de Madrid                              | | [ 130 ]                 |
| 43 (I—II) |                 | гранд Франсиско Серрано-и-Домингес, герцог де ла Торре (1810—1885) исп. Francisco Serrano y Domínguez, ducado de la Torre                                                   | 8 октября 1868   | 25 февраля 1869  | Либеральный союз в коалиции с Прогрессивной партией    | [ комм. 57 ] | президент Временного правительства и Совета министров исп. Presidente del Gobierno Provisional y del Consejo de Ministros | [ 123 ] [ 131 ] [ 132 ] |
| 43 (I—II) | 1869            | гранд Франсиско Серрано-и-Домингес, герцог де ла Торре (1810—1885) исп. Francisco Serrano y Domínguez, ducado de la Torre                                                   | 8 октября 1868   | 25 февраля 1869  | Либеральный союз в коалиции с Прогрессивной партией    | | президент Временного правительства и Совета министров исп. Presidente del Gobierno Provisional y del Consejo de Ministros | [ 123 ] [ 131 ] [ 132 ] |
| 43 (I—II) | 25 февраля 1869 | гранд Франсиско Серрано-и-Домингес, герцог де ла Торре (1810—1885) исп. Francisco Serrano y Domínguez, ducado de la Torre                                                   | 18 июня 1869     | [ комм. 58 ]     | Либеральный союз в коалиции с Прогрессивной партией    | президент исполнительной власти по воле суверенных Кортесов исп. Presidente del Poder Ejecutivo por la Voluntad de las Cortes Soberanas | | [ 123 ] [ 131 ] [ 132 ] |
| 44        |                 | Хуан Прим-и-Пратс, маркиз де лос Кастильехос (1814—1870) исп. Juan Prim y Prats, marqués de los Castillejos урожд. Антон Жоан Пау Мария Прим кат. Anton Joan Pau Maria Prim | 18 июня 1869     | 27 декабря 1870  | Прогрессистская партия в коалиции с Либеральным союзом | [ комм. 61 ] | президент Совета министров исп. Presidente del Consejo de Ministros                                                       | [ 133 ] [ 134 ]         |
| и. о.     |                 | Хуан Баутиста Топете-и-Карбальо (1821—1885) исп. Juan Bautista Topete y Carballo                                                                                            | 25 августа 1869  | 21 сентября 1869 | Либеральный союз в коалиции с Прогрессивной партией    | [ комм. 62 ] | исполняющий обязанности президента Совета министров исп. Presidente del Consejo de Ministros interino                     | [ 135 ]                 |
| и. о.     | 27 декабря 1870 | Хуан Баутиста Топете-и-Карбальо (1821—1885) исп. Juan Bautista Topete y Carballo                                                                                            | 4 января 1871    | [ комм. 63 ]     | Либеральный союз в коалиции с Прогрессивной партией    | | исполняющий обязанности президента Совета министров исп. Presidente del Consejo de Ministros interino                     | [ 135 ]                 |

### Правление Амадея I (1871—1873)
Амадей, герцог д`Аоста, был избран Кортесами королём Испании 16 ноября 1870 года. Он прибыл в страну 2 января 1871 года и принёс присягу конституции через 2 дня, сразу утвердив главой правительства являвшегося до этого регентом престола Франсиско Серрано. Это правление, в течение которого согласно принципам конституционной монархии исполнительная власть, возглавляемая президентом Совета министров (исп. Presidente del Consejo de Ministros), отвечала перед Кортесами, завершилась отречением короля 11 февраля 1873 года после начала второй карлистской войны.
|           | Портрет         | Имя (годы жизни) | Полномочия      | Полномочия      | Партия                                                               | Выборы             | Кабинет         | Пр.             |
| Начало    | Портрет         | Имя (годы жизни) | Окончание       |                 | Партия                                                               | Выборы             | Кабинет         | Пр.             |
| --------- | --------------- | --- | --------------- | --------------- | -------------------------------------------------------------------- | ------------------ | --------------- | --------------- |
| 43 (III)  |                 | гранд Франсиско Серрано-и-Домингес, герцог де ла Торре (1810—1885) исп. Francisco Serrano y Domínguez, ducado de la Torre         | 4 января 1871   | 24 июля 1871    | Либеральный союз в коалиции с Прогрессивной партией                  | [ комм. 64 ]       | Серрано (III)   | [ 123 ] [ 131 ] |
| 43 (III)  | 1871            | гранд Франсиско Серрано-и-Домингес, герцог де ла Торре (1810—1885) исп. Francisco Serrano y Domínguez, ducado de la Torre         | 4 января 1871   | 24 июля 1871    | Либеральный союз в коалиции с Прогрессивной партией                  |                    | Серрано (III)   | [ 123 ] [ 131 ] |
| 45 (I)    |                 | Мануэль Руис-Соррилья-и-Руис-Соррилья (1833—1895) исп. Manuel Ruiz-Zorrilla y Ruiz-Zorrilla                                       | 24 июля 1871    | 5 октября 1871  | Радикально-демократическая партия в коалиции с Прогрессивной партией | Руис-Соррилья (I)  | [ 136 ] [ 137 ] |                 |
| 46        |                 | Хосе Малькампо-и-Монхе (1828—1880) исп. José Malcampo y Monge                                                                     | 5 октября 1871  | 21 декабря 1871 | Конституционная партия                                               | Малькампо          | [ 138 ] [ 139 ] |                 |
| 47 (I—II) |                 | Пракседес Мариано Матео-Сагаста-и-Эсколар (1825—1903) исп. Práxedes Mariano Mateo-Sagasta y Escolar                               | 21 декабря 1871 | 20 февраля 1872 | Конституционная партия                                               | Сагаста (I)        | [ 140 ] [ 141 ] |                 |
| 47 (I—II) | 20 февраля 1872 | Пракседес Мариано Матео-Сагаста-и-Эсколар (1825—1903) исп. Práxedes Mariano Mateo-Sagasta y Escolar                               | 26 мая 1872     | Сагаста (II)    | Конституционная партия                                               |                    | [ 140 ] [ 141 ] |                 |
| 47 (I—II) | 20 февраля 1872 | Пракседес Мариано Матео-Сагаста-и-Эсколар (1825—1903) исп. Práxedes Mariano Mateo-Sagasta y Escolar                               | 26 мая 1872     | Сагаста (II)    | Конституционная партия                                               | 1872, апрель       | [ 140 ] [ 141 ] |                 |
| 43 (IV)   |                 | гранд Франсиско Серрано-и-Домингес, герцог де ла Торре (1810—1885) исп. Francisco Serrano y Domínguez, ducado de la Torre         | 26 мая 1872     | 13 июня 1872    | Конституционная партия                                               | Серрано (IV)       | [ 123 ] [ 131 ] |                 |
| и. о.     |                 | Хуан Баутиста Топете-и-Карбальо (1821—1885) исп. Juan Bautista Topete y Carballo                                                  | 26 мая 1872     | 4 июня 1872     | Конституционная партия                                               | Серрано (IV)       | [ 135 ]         |                 |
| 45 (II)   |                 | Мануэль Руис-Соррилья-и-Руис-Соррилья (1833—1895) исп. Manuel Ruiz-Zorrilla y Ruiz-Zorrilla                                       | 13 июня 1872    | 13 февраля 1873 | Радикально-демократическая партия                                    | Руис-Соррилья (II) | [ 136 ] [ 137 ] |                 |
| 45 (II)   | 1872, август    | Мануэль Руис-Соррилья-и-Руис-Соррилья (1833—1895) исп. Manuel Ruiz-Zorrilla y Ruiz-Zorrilla                                       | 13 июня 1872    | 13 февраля 1873 | Радикально-демократическая партия                                    | Руис-Соррилья (II) | [ 136 ] [ 137 ] |                 |
| и. о.     |                 | Фернандо Фернандес де Кордова-и-Валькарсель, 2-й маркиз де Мендигоррия (1809—1883) исп. Fernando Fernández de Córdova y Valcárcel | 13 июня 1872    | 16 июня 1872    | Умеренная партия                                                     | Руис-Соррилья (II) | [ комм. 67 ]    | [ 101 ] [ 102 ] |

### Первая республика (1873—1874)
Первая республика была провозглашена Кортесами 11 февраля 1873 года после отречения короля Амадея I в условиях начавшейся второй карлистской войны. Провозгласив республику, Кортесы не успели выработать проект её организации; борьба между сторонниками федеративного и унитарного устройства республики вела к частой смене президентов и правительств и привела к государственному перевороту, совершённому 3 января 1874 года генералом Мануэлем Павией, генерал-капитаном центральной провинции Кастилья-ла-Нуэвы, разогнавшего федералистский конгресс депутатов и обеспечившего формирование правительства унитаристов во главе с Франсиско Серрано.
До 26 февраля 1874 года президент правительства республики (исп. Presidente del Gobierno de la República), являясь де-факто главой государства, непосредственно формировал правительство. Позже  Серрано, установивший свою диктатуру в качестве президента исполнительной власти республики (исп. Presidente del Poder Ejecutivo de la República), возобновил назначение президентов Совета министров (исп. Presidente del Consejo de Ministros).
|            | Портрет                | Имя (годы жизни) | Полномочия      | Полномочия                                                                                         | Партия                                             | Выборы                                                                          | Должность                                                                                             | Пр.             |
| Начало     | Портрет                | Имя (годы жизни) | Окончание       | | Партия                                             | Выборы                                                                          | Должность                                                                                             | Пр.             |
| ---------- | ---------------------- | --- | --------------- | -------------------------------------------------------------------------------------------------- | -------------------------------------------------- | ------------------------------------------------------------------------------- | --- | --------------- |
| 48 (I—III) |                        | Эстанислао Фигерас-и-Морагас (1819—1882) исп. Estanislao Figueras y Moragas                                               | 12 февраля 1873 | 24 февраля 1873                                                                                    | Федеральная демократическая республиканская партия | [ комм. 68 ]                                                                    | президент правительства республики исп. Presidente del Gobierno de la República                       | [ 142 ] [ 143 ] |
| 48 (I—III) | 24 февраля 1873 (часы) | 24 февраля 1873 (часы) | [ комм. 69 ]    | временный президент правительства республики исп. Presidente interino del Gobierno de la República | Федеральная демократическая республиканская партия |                                                                                 | | [ 142 ] [ 143 ] |
| 48 (I—III) | 24 февраля 1873        | Эстанислао Фигерас-и-Морагас (1819—1882) исп. Estanislao Figueras y Moragas                                               | 11 июня 1873    | [ комм. 71 ]                                                                                       | Федеральная демократическая республиканская партия | президент правительства республики исп. Presidente del Gobierno de la República | | [ 142 ] [ 143 ] |
| 48 (I—III) | 24 февраля 1873        | Эстанислао Фигерас-и-Морагас (1819—1882) исп. Estanislao Figueras y Moragas                                               | 11 июня 1873    | 1873                                                                                               | Федеральная демократическая республиканская партия | президент правительства республики исп. Presidente del Gobierno de la República | | [ 142 ] [ 143 ] |
| 49         |                        | Франсиско Пи-и-Маргаль (1824—1901) исп. Francisco Pi y Margall кат. Francesc Pi i Margall                                 | 11 июня 1873    | 18 июля 1873                                                                                       | Федеральная демократическая республиканская партия | президент правительства республики исп. Presidente del Gobierno de la República | [ 144 ] [ 145 ]                                                                                       |                 |
| 50         |                        | Николас Сальмерон-и-Алонсо (1838—1910) исп. Nicolás Salmerón y Alonso                                                     | 18 июля 1873    | 7 сентября 1873                                                                                    | Федеральная демократическая республиканская партия | президент правительства республики исп. Presidente del Gobierno de la República | [ 146 ] [ 147 ]                                                                                       |                 |
| 51         |                        | Эмилио Кастелар-и-Риволи (1832—1899) исп. Emilio Castelar y Ripoll                                                        | 7 сентября 1873 | 3 января 1874                                                                                      | Федеральная демократическая республиканская партия | президент правительства республики исп. Presidente del Gobierno de la República | [ 148 ] [ 149 ]                                                                                       |                 |
| 43 (V)     |                        | гранд Франсиско Серрано-и-Домингес, герцог де ла Торре (1810—1885) исп. Francisco Serrano y Domínguez, ducado de la Torre | 3 января 1874   | 26 февраля 1874                                                                                    | Конституционная партия                             | [ комм. 72 ]                                                                    | президент исполнительной власти республики исп. Presidente del Poder Ejecutivo de la República        | [ 123 ] [ 131 ] |
| 52 (I—II)  |                        | Хуан де Савала-и-де Пуэнте, маркиз де Сьерра-Бульонес (1804—1879) исп. Juan de Zavala y de la Puente                      | 26 февраля 1874 | 13 мая 1874                                                                                        | Конституционная партия                             | [ комм. 74 ]                                                                    | президент Совета министров исп. Presidente del Consejo de Ministros                                   | [ 150 ]         |
| 52 (I—II)  | 13 мая 1874            | Хуан де Савала-и-де Пуэнте, маркиз де Сьерра-Бульонес (1804—1879) исп. Juan de Zavala y de la Puente                      | 3 сентября 1874 | | Конституционная партия                             | [ комм. 74 ]                                                                    | президент Совета министров исп. Presidente del Consejo de Ministros                                   | [ 150 ]         |
| и. о.      |                        | Пракседес Мариано Матео-Сагаста-и-Эсколар (1825—1903) исп. Práxedes Mariano Mateo-Sagasta y Escolar                       | 29 июня 1874    | 3 сентября 1874                                                                                    | Конституционная партия                             | [ комм. 74 ]                                                                    | исполняющий обязанности президента Совета министров исп. Presidente del Consejo de Ministros interino | [ 140 ] [ 141 ] |
| 47 (III)   | 3 сентября 1874        | Пракседес Мариано Матео-Сагаста-и-Эсколар (1825—1903) исп. Práxedes Mariano Mateo-Sagasta y Escolar                       | 31 декабря 1874 | президент Совета министров исп. Presidente del Consejo de Ministros                                | Конституционная партия                             | [ комм. 74 ]                                                                    | | [ 140 ] [ 141 ] |

## Реставрация Бурбонов (1874—1931)

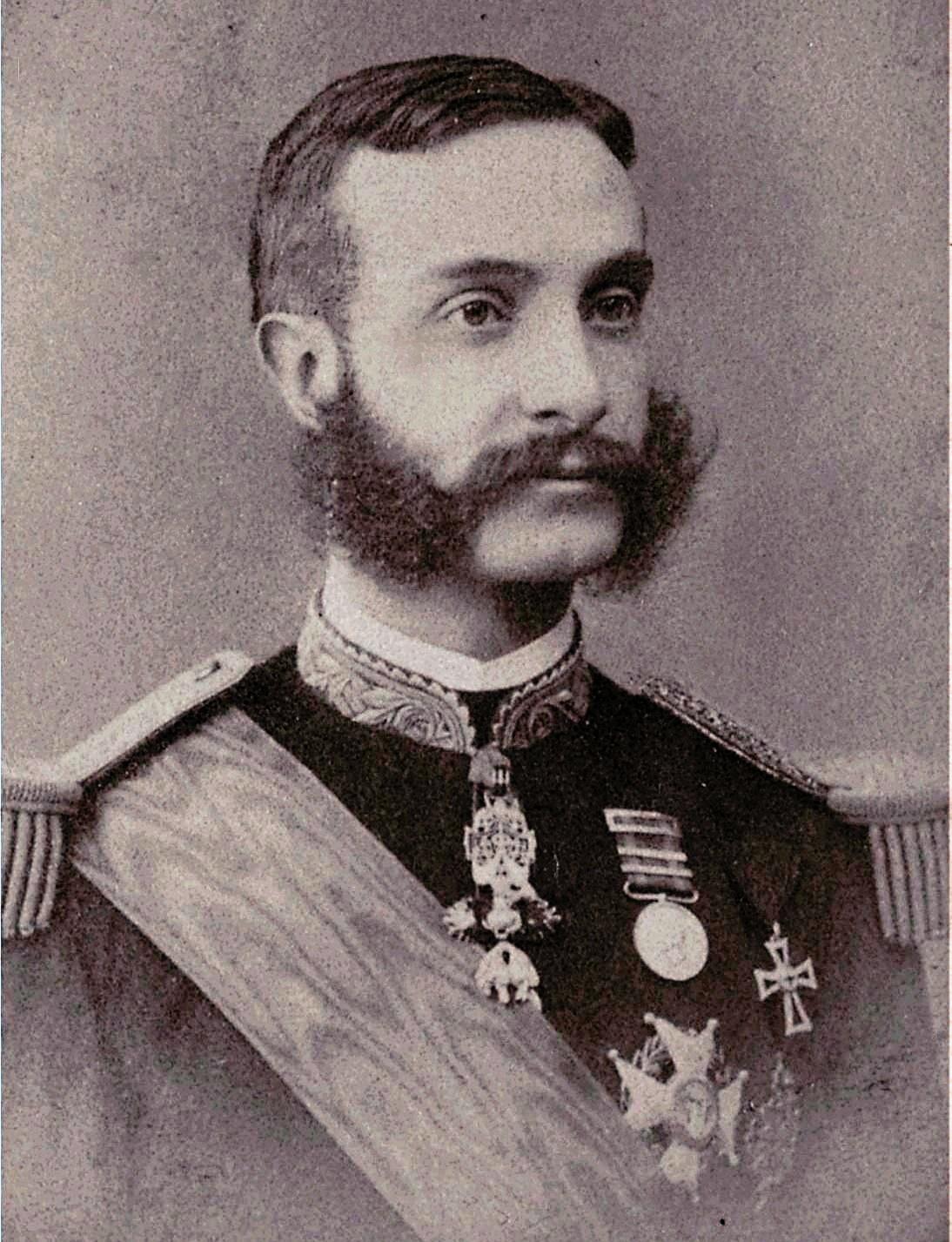
Альфонсо XII

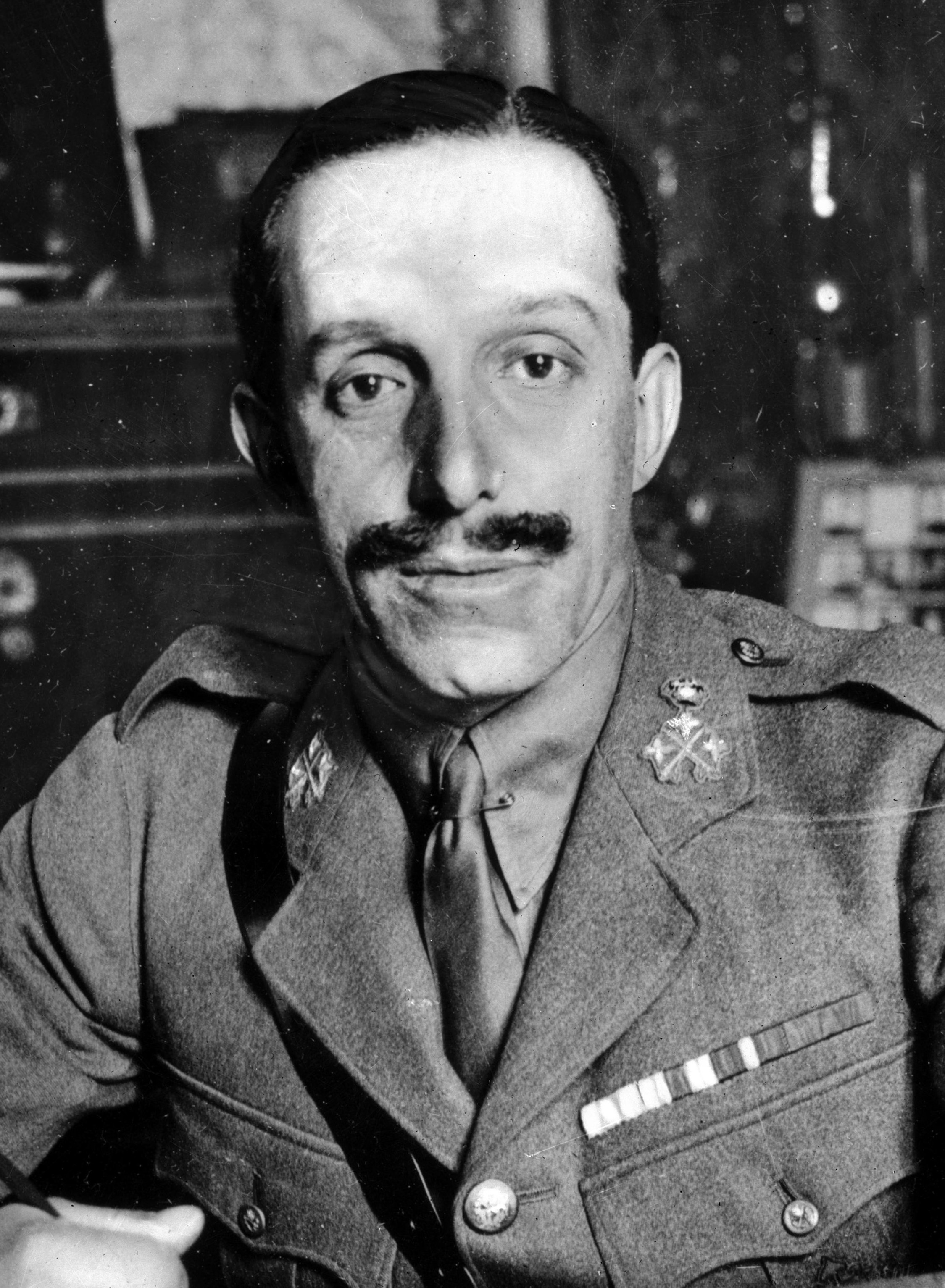
Альфонсо XIII

Последовавший за падением Первой республики период реставрации монархии принято определять как время между заявлением, сделанным 29 декабря 1874 года в Сагунто генералом Арсенио Мартинесом де Кампосом, повлёкшим восстановление на испанском престоле дома Бурбонов, и провозглашением 14 апреля 1831 года Второй республики. Основанная на конституции 1876 года парламентская система характеризовалась институциональной стабильностью и либеральной моделью государства, включавшей «очерёдность» (исп. Turnismo, мирное чередование у власти политических сил), способствовавшую созданию двухпартийной системы с доминирующими Либерально-консервативной и Либеральной партиями (претерпевшими разделение после смерти их основателей консерватора Антонио Кановаса дель Кастильо и либерала Пракседеса Матео Сагасты). Проходивший обучение в Королевском военном училище в английском Сандхерсте принц Альфонсо де Бурбон в ответ на поздравление Кановаса дель Кастильо с совершеннолетием, выражавшим готовность политического класса Испании на восстановление конституционной монархии, провозгласил 1 декабря 1874 года манифест о готовности принять престол и следовать предложенным либеральным и католическим принципам правления. Манифест был опубликован прессой 27 декабря, через два дня в Сагунто было поднято военное восстание, провозгласившее принца королём под именем Альфонсо XII. В ожидании прибытия короля восставшими было учреждено министерство-регентство (исп. ministerio-regencia) во главе с Кановасом дель Кастильо, 9 января 1875 года он же стал президентом Совета министров (исп. Presidente del Consejo de Ministros).
Парламентская политическая система была сломана в результате успешного государственного переворота, осуществлённого 13 сентября 1923 года военным губернатором Барселоны и начальником Барселонского военного округа генерал-лейтенантом Мигелем Примо де Риверой. Установленный режим считался переходным, король Альфонсо XIII передал власть военным после консультаций с большинства политиков. присоединившихся к целям провозглашённого Примо де Риверой манифеста. Королевскими указами было приостановлено действие конституции, распущены Кортесы, создана военная директория (исп. Directorio Militar) в составе восьми генералов и одного контр-адмирала, которые должны были консультировать занявшего пост главы правительства, президента военной директории (исп. Jefe del Gobierno, Presidente del Directorio Militar) Примо де Риверу по правительственным функциям и принятию указов, имеющих силу закона. Одним из элементов новой политической системы стало создание 14 апреля 1924 года единой партии Патриотический союз. 3 декабря 1925 года был восстановлен Совет министров с участием военных и гражданских лиц, известный как «гражданская директория» (исп. Directorio Civil), одновременно была заявлена цель институционализации идей корпоративизма как замены парламентаризму, в ноябре 1926 года была создана Национальная корпоративная организация (исп. Organización Corporativa Nacional), призванная регулировать трудовые и социальные отношения на этих принципах, вдохновлённых социальной доктриной Церкви под влиянием устройства фашистской Италии. Другим элементом этой системы стал созыв по королевскому декрету-закону от 12 сентября 1927 года Национальной консультационной ассамблеи (исп. Asamblea Nacional Consultiva), являвшейся «не законодательным органом, разделяющим суверенитет (…), а органом информации, споров и консультаций общего характера, сотрудничающим с правительством», призванным «подготовить и представить в течение трёх лет на основе предварительного проекта всеобъемлющее и всеобъемлющее законодательство» (заседания начались во дворце Кортесов 10 октября 1927 года и были завершены 15 февраля 1930 года). Однако опубликованный 5 июля 1929 года проект корпоративной конституции не нашёл поддержки и 14 апреля 1931 года Примо де Ривера подал в отставку. Последующие два правительства, руководимые военными, получили в прессе название «диктабланда» (исп. Dictablanda, от исп. blanda — «мягкий, слабый»), однако восстановления конституции 1876 года не произошло. В итоге прошедшие 12 апреля 1931 года муниципальные выборы стали про-республиканским референдумом, победившие в крупнейших городах антимонархисты организовали массовые манифестации, вынудившие короля покинуть страну 14 апреля 1931 года, в тот же день была провозглашена республика и создано её временное правительство.
|               | Портрет         | Имя (годы жизни) | Полномочия       | Полномочия          | Партия | Выборы                 | Кабинет                                          | Пр.             |
| Начало        | Портрет         | Имя (годы жизни) | Окончание        |                     | Партия | Выборы                 | Кабинет                                          | Пр.             |
| ------------- | --------------- | --- | ---------------- | ------------------- | --- | ---------------------- | ------------------------------------------------ | --------------- |
| 53 (I—II)     |                 | Антонио Кановас дель Кастильо (1828—1897) исп. Antonio Cánovas del Castillo                                                                                                   | 31 декабря 1874  | 9 января 1875       | Либерально-консервативная партия | [ комм. 76 ]           | министерство-регентство исп. ministerio-regencia | [ 160 ] [ 161 ] |
| 53 (I—II)     | 9 января 1875   | Антонио Кановас дель Кастильо (1828—1897) исп. Antonio Cánovas del Castillo                                                                                                   | 12 сентября 1875 | [ комм. 77 ]        | Либерально-консервативная партия | Коновас (I)            |                                                  | [ 160 ] [ 161 ] |
| 54            |                 | Хоакин Хосе Рамон Ховельяр-и-Солер (1819—1892) исп. Joaquín José Ramón Jovellar y Soler                                                                                       | 12 сентября 1875 | 2 декабря 1875      | Либерально-консервативная партия | [ комм. 78 ]           | Ховельяр                                         | [ 162 ] [ 163 ] |
| 53 (III)      |                 | Антонио Кановас дель Кастильо (1828—1897) исп. Antonio Cánovas del Castillo                                                                                                   | 2 декабря 1875   | 7 марта 1879        | Либерально-консервативная партия | [ комм. 78 ]           | Коновас (II)                                     | [ 160 ] [ 161 ] |
| 53 (III)      | 1876            | Антонио Кановас дель Кастильо (1828—1897) исп. Antonio Cánovas del Castillo                                                                                                   | 2 декабря 1875   | 7 марта 1879        | Либерально-консервативная партия |                        | Коновас (II)                                     | [ 160 ] [ 161 ] |
| 55            |                 | Арсенио Мартинес де Кампос-и-Антон (1831—1900) исп. Arsenio Martínez de Campos y Antón                                                                                        | 7 марта 1879     | 9 декабря 1879      | Либерально-консервативная партия | Мартинес де Кампос     | [ 164 ] [ 165 ]                                  |                 |
| 55            | 1879            | Арсенио Мартинес де Кампос-и-Антон (1831—1900) исп. Arsenio Martínez de Campos y Antón                                                                                        | 7 марта 1879     | 9 декабря 1879      | Либерально-консервативная партия | Мартинес де Кампос     | [ 164 ] [ 165 ]                                  |                 |
| 53 (IV)       |                 | Антонио Кановас дель Кастильо (1828—1897) исп. Antonio Cánovas del Castillo                                                                                                   | 9 декабря 1879   | 8 февраля 1881      | Либерально-консервативная партия | Коновас (III)          | [ 160 ] [ 161 ]                                  |                 |
| 47 (IV)       |                 | Пракседес Мариано Матео-Сагаста-и-Эсколар (1825—1903) исп. Práxedes Mariano Mateo-Sagasta y Escolar                                                                           | 8 февраля 1881   | 13 октября 1883     | Либеральная партия | Сагаста (IV)           | [ 140 ] [ 141 ]                                  |                 |
| 47 (IV)       | 1881            | Пракседес Мариано Матео-Сагаста-и-Эсколар (1825—1903) исп. Práxedes Mariano Mateo-Sagasta y Escolar                                                                           | 8 февраля 1881   | 13 октября 1883     | Либеральная партия | Сагаста (IV)           | [ 140 ] [ 141 ]                                  |                 |
| 56            |                 | Хосе де Посада Эррера (1814—1885) исп. José de Posada Herrera | 13 октября 1883  | 18 января 1884      | Династические левые | Посада                 | [ 166 ] [ 167 ]                                  |                 |
| 53 (V)        |                 | Антонио Кановас дель Кастильо (1828—1897) исп. Antonio Cánovas del Castillo                                                                                                   | 18 января 1884   | 27 ноября 1885      | Либерально-консервативная партия | Коновас (IV)           | [ 160 ] [ 161 ]                                  |                 |
| 53 (V)        | 1884            | Антонио Кановас дель Кастильо (1828—1897) исп. Antonio Cánovas del Castillo                                                                                                   | 18 января 1884   | 27 ноября 1885      | Либерально-консервативная партия | Коновас (IV)           | [ 160 ] [ 161 ]                                  |                 |
| 47 (V—VIII)   |                 | Пракседес Мариано Матео-Сагаста-и-Эсколар (1825—1903) исп. Práxedes Mariano Mateo-Sagasta y Escolar                                                                           | 27 ноября 1885   | 14 июня 1888        | Либеральная партия | Сагаста (V)            | [ 140 ] [ 141 ]                                  |                 |
| 47 (V—VIII)   | 1886            | Пракседес Мариано Матео-Сагаста-и-Эсколар (1825—1903) исп. Práxedes Mariano Mateo-Sagasta y Escolar                                                                           | 27 ноября 1885   | 14 июня 1888        | Либеральная партия | Сагаста (V)            | [ 140 ] [ 141 ]                                  |                 |
| 47 (V—VIII)   | 14 июня 1888    | Пракседес Мариано Матео-Сагаста-и-Эсколар (1825—1903) исп. Práxedes Mariano Mateo-Sagasta y Escolar                                                                           | 11 декабря 1888  | Сагаста (VI)        | Либеральная партия |                        | [ 140 ] [ 141 ]                                  |                 |
| 47 (V—VIII)   | 11 декабря 1888 | Пракседес Мариано Матео-Сагаста-и-Эсколар (1825—1903) исп. Práxedes Mariano Mateo-Sagasta y Escolar                                                                           | 21 января 1890   | Сагаста (VII)       | Либеральная партия |                        | [ 140 ] [ 141 ]                                  |                 |
| 47 (V—VIII)   | 21 января 1890  | Пракседес Мариано Матео-Сагаста-и-Эсколар (1825—1903) исп. Práxedes Mariano Mateo-Sagasta y Escolar                                                                           | 5 июля 1890      | Сагаста (VIII)      | Либеральная партия |                        | [ 140 ] [ 141 ]                                  |                 |
| 53 (VI—VII)   |                 | Антонио Кановас дель Кастильо (1828—1897) исп. Antonio Cánovas del Castillo                                                                                                   | 5 июля 1890      | 23 ноября 1891      | Либерально-консервативная партия | Коновас (V)            | [ 160 ] [ 161 ]                                  |                 |
| 53 (VI—VII)   | 1891            | Антонио Кановас дель Кастильо (1828—1897) исп. Antonio Cánovas del Castillo                                                                                                   | 5 июля 1890      | 23 ноября 1891      | Либерально-консервативная партия | Коновас (V)            | [ 160 ] [ 161 ]                                  |                 |
| 53 (VI—VII)   | 23 ноября 1891  | Антонио Кановас дель Кастильо (1828—1897) исп. Antonio Cánovas del Castillo                                                                                                   | 11 декабря 1892  | Коновас (VI)        | Либерально-консервативная партия |                        | [ 160 ] [ 161 ]                                  |                 |
| 47 (IX—XI)    |                 | Пракседес Мариано Матео-Сагаста-и-Эсколар (1825—1903) исп. Práxedes Mariano Mateo-Sagasta y Escolar                                                                           | 11 декабря 1892  | 12 марта 1893       | Либеральная партия | Сагаста (IX)           | [ 140 ] [ 141 ]                                  |                 |
| 47 (IX—XI)    | 1893            | Пракседес Мариано Матео-Сагаста-и-Эсколар (1825—1903) исп. Práxedes Mariano Mateo-Sagasta y Escolar                                                                           | 11 декабря 1892  | 12 марта 1893       | Либеральная партия | Сагаста (IX)           | [ 140 ] [ 141 ]                                  |                 |
| 47 (IX—XI)    | 12 марта 1893   | Пракседес Мариано Матео-Сагаста-и-Эсколар (1825—1903) исп. Práxedes Mariano Mateo-Sagasta y Escolar                                                                           | 4 ноября 1894    | Сагаста (X)         | Либеральная партия |                        | [ 140 ] [ 141 ]                                  |                 |
| 47 (IX—XI)    | 4 ноября 1894   | Пракседес Мариано Матео-Сагаста-и-Эсколар (1825—1903) исп. Práxedes Mariano Mateo-Sagasta y Escolar                                                                           | 23 марта 1895    | Сагаста (XI)        | Либеральная партия |                        | [ 140 ] [ 141 ]                                  |                 |
| 53 (VIII)     |                 | Антонио Кановас дель Кастильо (1828—1897) исп. Antonio Cánovas del Castillo                                                                                                   | 23 марта 1895    | 8 августа 1897      | Либерально-консервативная партия | Коновас (VII)          | [ 160 ] [ 161 ]                                  |                 |
| 53 (VIII)     | 1896            | Антонио Кановас дель Кастильо (1828—1897) исп. Antonio Cánovas del Castillo                                                                                                   | 23 марта 1895    | 8 августа 1897      | Либерально-консервативная партия | Коновас (VII)          | [ 160 ] [ 161 ]                                  |                 |
| и. о.         |                 | Марсело де Аскаррага-и-Пальмеро (1832—1915) исп. Marcelo de Azcárraga y Palmero                                                                                               | 8 августа 1897   | 21 августа 1897     | Либерально-консервативная партия | Коновас (VII)          | [ 168 ] [ 169 ]                                  |                 |
| 57 (I)        | 21 августа 1897 | Марсело де Аскаррага-и-Пальмеро (1832—1915) исп. Marcelo de Azcárraga y Palmero                                                                                               | 4 октября 1897   | Аскаррага (I)       | Либерально-консервативная партия |                        | [ 168 ] [ 169 ]                                  |                 |
| 47 (XII—XIII) |                 | Пракседес Мариано Матео-Сагаста-и-Эсколар (1825—1903) исп. Práxedes Mariano Mateo-Sagasta y Escolar                                                                           | 4 октября 1897   | 17 мая 1898         | Либеральная партия | Сагаста (XII)          | [ 140 ] [ 141 ]                                  |                 |
| 47 (XII—XIII) | 1898            | Пракседес Мариано Матео-Сагаста-и-Эсколар (1825—1903) исп. Práxedes Mariano Mateo-Sagasta y Escolar                                                                           | 4 октября 1897   | 17 мая 1898         | Либеральная партия | Сагаста (XII)          | [ 140 ] [ 141 ]                                  |                 |
| 47 (XII—XIII) | 17 мая 1898     | Пракседес Мариано Матео-Сагаста-и-Эсколар (1825—1903) исп. Práxedes Mariano Mateo-Sagasta y Escolar                                                                           | 4 марта 1899     | Сагаста (XIII)      | Либеральная партия |                        | [ 140 ] [ 141 ]                                  |                 |
| 58 (I—II)     |                 | Франциско Сильвела-и-де ле Вьельеусе (1843—1905) исп. Francisco Silvela y de le Vielleuze                                                                                     | 4 марта 1899     | 23 октября 1900     | Консервативный союз | Сильвела (I)           | [ 170 ] [ 171 ]                                  |                 |
| 58 (I—II)     | 1899            | Франциско Сильвела-и-де ле Вьельеусе (1843—1905) исп. Francisco Silvela y de le Vielleuze                                                                                     | 4 марта 1899     | 23 октября 1900     | Консервативный союз | Сильвела (I)           | [ 170 ] [ 171 ]                                  |                 |
| 57 (II)       |                 | Марсело де Аскаррага-и-Пальмеро (1832—1915) исп. Marcelo de Azcárraga y Palmero                                                                                               | 23 октября 1900  | 6 марта 1901        | Либерально-консервативная партия | Аскаррага (II)         | [ 168 ] [ 169 ]                                  |                 |
| 47 (XIV—XVII) |                 | Пракседес Мариано Матео-Сагаста-и-Эсколар (1825—1903) исп. Práxedes Mariano Mateo-Sagasta y Escolar                                                                           | 6 марта 1901     | 19 марта 1902       | Либеральная партия | Сагаста (XIV)          | [ 140 ] [ 141 ]                                  |                 |
| 47 (XIV—XVII) | 1901            | Пракседес Мариано Матео-Сагаста-и-Эсколар (1825—1903) исп. Práxedes Mariano Mateo-Sagasta y Escolar                                                                           | 6 марта 1901     | 19 марта 1902       | Либеральная партия | Сагаста (XIV)          | [ 140 ] [ 141 ]                                  |                 |
| 47 (XIV—XVII) | 19 марта 1902   | Пракседес Мариано Матео-Сагаста-и-Эсколар (1825—1903) исп. Práxedes Mariano Mateo-Sagasta y Escolar                                                                           | 17 мая 1902      | Сагаста (XV)        | Либеральная партия |                        | [ 140 ] [ 141 ]                                  |                 |
| 47 (XIV—XVII) | 17 мая 1902     | Пракседес Мариано Матео-Сагаста-и-Эсколар (1825—1903) исп. Práxedes Mariano Mateo-Sagasta y Escolar                                                                           | 15 ноября 1902   | Сагаста (XVI)       | Либеральная партия |                        | [ 140 ] [ 141 ]                                  |                 |
| 47 (XIV—XVII) | 15 ноября 1902  | Пракседес Мариано Матео-Сагаста-и-Эсколар (1825—1903) исп. Práxedes Mariano Mateo-Sagasta y Escolar                                                                           | 6 декабря 1902   | Сагаста (XVII)      | Либеральная партия |                        | [ 140 ] [ 141 ]                                  |                 |
| 58 (II)       |                 | Франциско Сильвела-и-де ле Вьельеусе (1843—1905) исп. Francisco Silvela y de le Vielleuze                                                                                     | 6 декабря 1902   | 20 июля 1903        | Либерально-консервативная партия | Сильвела (II)          | [ 170 ] [ 171 ]                                  |                 |
| 58 (II)       | 1903            | Франциско Сильвела-и-де ле Вьельеусе (1843—1905) исп. Francisco Silvela y de le Vielleuze                                                                                     | 6 декабря 1902   | 20 июля 1903        | Либерально-консервативная партия | Сильвела (II)          | [ 170 ] [ 171 ]                                  |                 |
| 59 (I)        |                 | дон Раймундо Фернандес Вильяверде-и-Гарсия дель Риверо, маркиз де Посо-Рубио (1848—1905) исп. Raimundo Fernández Villaverde y García del Rivero, marqués de Pozo Rubio        | 20 июля 1903     | 5 декабря 1903      | Либерально-консервативная партия | Вильяверде (I)         | [ 172 ] [ 173 ]                                  |                 |
| 60 (I)        |                 | Антонио Маура-и-Монтанер (1853—1925) исп. Antonio Maura y Montaner | 5 декабря 1903   | 16 декабря 1904     | Либерально-консервативная партия | Маура (I)              | [ 174 ] [ 175 ]                                  |                 |
| 57 (III)      |                 | Марсело де Аскаррага-и-Пальмеро (1832—1915) исп. Marcelo de Azcárraga y Palmero                                                                                               | 16 декабря 1904  | 27 января 1905      | Либерально-консервативная партия | Аскаррага (III)        | [ 168 ] [ 169 ]                                  |                 |
| 59 (II)       |                 | дон Раймундо Фернандес Вильяверде-и-Гарсия дель Риверо, маркиз де Посо-Рубио (1848—1905) исп. Raimundo Fernández Villaverde y García del Rivero, marqués de Pozo Rubio        | 27 января 1905   | 23 июня 1905        | Либерально-консервативная партия | Вильяверде (II)        | [ 172 ] [ 173 ]                                  |                 |
| 61 (I—II)     |                 | Эухенио Мария Монтеро Риос (1832—1914) исп. Eugenio María Montero Ríos | 23 июня 1905     | 31 октября 1905     | Либеральная партия | Монтеро (I)            | [ 176 ] [ 177 ]                                  |                 |
| 61 (I—II)     | 1905            | Эухенио Мария Монтеро Риос (1832—1914) исп. Eugenio María Montero Ríos | 23 июня 1905     | 31 октября 1905     | Либеральная партия | Монтеро (I)            | [ 176 ] [ 177 ]                                  |                 |
| 61 (I—II)     | 31 октября 1905 | Эухенио Мария Монтеро Риос (1832—1914) исп. Eugenio María Montero Ríos | 1 декабря 1905   | Монтеро (II)        | Либеральная партия |                        | [ 176 ] [ 177 ]                                  |                 |
| 62 (I)        |                 | Сехисмундо Морет-и-Прендергаст (1833—1913) исп. Segismundo Moret y Prendergast                                                                                                | 1 декабря 1905   | 6 июля 1906         | Либеральная партия | Морет (I)              | [ 178 ] [ 179 ]                                  |                 |
| 63            |                 | Хосе Лопес Домингес (1829—1911) исп. José López Domínguez | 6 июля 1906      | 30 ноября 1906      | Либеральная партия | Лопес Домингес         | [ 180 ] [ 181 ]                                  |                 |
| 62 (II)       |                 | Сехисмундо Морет-и-Прендергаст (1833—1913) исп. Segismundo Moret y Prendergast                                                                                                | 30 ноября 1906   | 4 декабря 1906      | Либеральная партия | Морет (II)             | [ 178 ] [ 179 ]                                  |                 |
| 64            |                 | дон, гранд Антонио Агилар-и-Корреа де Сотомайор, 8-й маркиз де ла Вега де Армихо (1824—1907) исп. Antonio de Aguilar y Correa de Sotomayor, VIII marqués de la Vega de Armijo | 4 декабря 1906   | 25 января 1907      | Либеральная партия | Агилар-и-Корреа        | [ 182 ] [ 183 ]                                  |                 |
| 60 (II)       |                 | Антонио Маура-и-Монтанер (1853—1925) исп. Antonio Maura y Montaner | 25 января 1907   | 21 октября 1909     | Либерально-консервативная партия | Маура (II)             | [ 174 ] [ 175 ]                                  |                 |
| 60 (II)       | 1907            | Антонио Маура-и-Монтанер (1853—1925) исп. Antonio Maura y Montaner | 25 января 1907   | 21 октября 1909     | Либерально-консервативная партия | Маура (II)             | [ 174 ] [ 175 ]                                  |                 |
| 62 (III)      |                 | Сехисмундо Морет-и-Прендергаст (1833—1913) исп. Segismundo Moret y Prendergast                                                                                                | 21 октября 1909  | 9 февраля 1910      | Либеральная партия | Морет (III)            | [ 178 ] [ 179 ]                                  |                 |
| 65 (I—III)    |                 | Хосе Каналехас Мендес (1854—1912) исп. José Canalejas Méndez | 9 февраля 1910   | 2 января 1911       | Либеральная партия | Каналехас (I—III)      | [ 184 ] [ 185 ]                                  |                 |
| 65 (I—III)    | 1910            | Хосе Каналехас Мендес (1854—1912) исп. José Canalejas Méndez | 9 февраля 1910   | 2 января 1911       | Либеральная партия | Каналехас (I—III)      | [ 184 ] [ 185 ]                                  |                 |
| 65 (I—III)    | 2 января 1911   | Хосе Каналехас Мендес (1854—1912) исп. José Canalejas Méndez | 3 апреля 1911    |                     | Либеральная партия | Каналехас (I—III)      | [ 184 ] [ 185 ]                                  |                 |
| 65 (I—III)    | 3 апреля 1911   | Хосе Каналехас Мендес (1854—1912) исп. José Canalejas Méndez | 12 ноября 1912   |                     | Либеральная партия | Каналехас (I—III)      | [ 184 ] [ 185 ]                                  |                 |
| и. о.         |                 | Мануэль Гарсия Прието, маркиз де Альусемас (1859—1938) исп. Manuel García Prieto, marqués de Alhucemas                                                                        | 12 ноября 1912   | 14 ноября 1912      | Либеральная партия | Каналехас (I—III)      | [ 186 ] [ 187 ]                                  |                 |
| 66 (I—II)     |                 | Альваро де Фигероа-и-Торрес, граф де Романонес (1863—1950) исп. Álvaro Figueroa y Torres, conde de Romanones                                                                  | 14 ноября 1912   | 31 декабря 1912     | Либеральная партия | Фигероа (I)            | [ 188 ] [ 189 ]                                  |                 |
| 66 (I—II)     | 31 декабря 1912 | Альваро де Фигероа-и-Торрес, граф де Романонес (1863—1950) исп. Álvaro Figueroa y Torres, conde de Romanones                                                                  | 27 октября 1913  | Фигероа (II)        | Либеральная партия |                        | [ 188 ] [ 189 ]                                  |                 |
| и. о.         |                 | Хуан Наварро Ревертер (1844—1924) исп. Juan Navarro Reverter | 5 мая 1913       | Фигероа (II)        | Либеральная партия | 12 мая 1913            | [ 190 ] [ 191 ]                                  |                 |
| 67 (I)        |                 | Эдуардо Дато-э-Ирадьер (1856—1921) исп. Eduardo Dato e Iradier | 27 октября 1913  | 9 декабря 1915      | Либерально-консервативная партия | Дато (I)               | [ 192 ] [ 193 ]                                  |                 |
| 67 (I)        | 1914            | Эдуардо Дато-э-Ирадьер (1856—1921) исп. Eduardo Dato e Iradier | 27 октября 1913  | 9 декабря 1915      | Либерально-консервативная партия | Дато (I)               | [ 192 ] [ 193 ]                                  |                 |
| 66 (III)      |                 | Альваро де Фигероа-и-Торрес, граф де Романонес (1863—1950) исп. Álvaro Figueroa y Torres, conde de Romanones                                                                  | 9 декабря 1915   | 19 апреля 1917      | Либеральная партия в коалиции с Либерально-демократической партией                                                                                 | Фигероа (III)          | [ 188 ] [ 189 ]                                  |                 |
| 66 (III)      | 1916            | Альваро де Фигероа-и-Торрес, граф де Романонес (1863—1950) исп. Álvaro Figueroa y Torres, conde de Romanones                                                                  | 9 декабря 1915   | 19 апреля 1917      | Либеральная партия в коалиции с Либерально-демократической партией                                                                                 | Фигероа (III)          | [ 188 ] [ 189 ]                                  |                 |
| 68 (I)        |                 | Мануэль Гарсия Прието, маркиз де Альусемас (1859—1938) исп. Manuel García Prieto, marqués de Alhucemas                                                                        | 19 апреля 1917   | 11 июня 1917        | Либерально-демократическая партия в коалиции с Левыми либералами                                                                                   | Гарсия Прието (I)      | [ 186 ] [ 187 ]                                  |                 |
| 67 (II)       |                 | Эдуардо Дато-э-Ирадьер (1856—1921) исп. Eduardo Dato e Iradier | 11 июня 1917     | 3 ноября 1917       | Либерально-консервативная партия | Дато (II)              | [ 192 ] [ 193 ]                                  |                 |
| 68 (II)       |                 | Мануэль Гарсия Прието, маркиз де Альусемас (1859—1938) исп. Manuel García Prieto, marqués de Alhucemas                                                                        | 3 ноября 1917    | 22 марта 1918       | Либерально-демократическая партия в коалиции с Либеральной партией, Мауристской партией, Сьервистами и до марта 1918 года с Регионалистской лигой  | Гарсия Прието (II)     | [ 186 ] [ 187 ]                                  |                 |
| 68 (II)       | 1918            | Мануэль Гарсия Прието, маркиз де Альусемас (1859—1938) исп. Manuel García Prieto, marqués de Alhucemas                                                                        | 3 ноября 1917    | 22 марта 1918       | Либерально-демократическая партия в коалиции с Либеральной партией, Мауристской партией, Сьервистами и до марта 1918 года с Регионалистской лигой  | Гарсия Прието (II)     | [ 186 ] [ 187 ]                                  |                 |
| 60 (III)      |                 | Антонио Маура-и-Монтанер (1853—1925) исп. Antonio Maura y Montaner | 22 марта 1918    | 9 ноября 1918       | Мауристская партия в коалиции с Либерально-консервативной партией, Либерально-демократической партией, Либеральной партией и Регионалистской лигой | Маура (III)            | [ 174 ] [ 175 ]                                  |                 |
| 68 (III)      |                 | Мануэль Гарсия Прието, маркиз де Альусемас (1859—1938) исп. Manuel García Prieto, marqués de Alhucemas                                                                        | 9 ноября 1918    | 5 декабря 1918      | Либерально-демократическая партия в коалиции с Либеральной партией и Левыми либералами                                                             | Гарсия Прието (III)    | [ 186 ] [ 187 ]                                  |                 |
| 66 (IV)       |                 | Альваро де Фигероа-и-Торрес, граф де Романонес (1863—1950) исп. Álvaro Figueroa y Torres, conde de Romanones                                                                  | 5 декабря 1918   | 15 апреля 1919      | Либеральная партия | Фигероа (IV)           | [ 188 ] [ 189 ]                                  |                 |
| и. о.         |                 | Амалио Химено-и-Кабаньяс (1852—1936) исп. Amalio Gimeno y Cabañas | 18 декабря 1918  | 24 декабря 1918     | Либеральная партия | Фигероа (IV)           | [ 194 ] [ 195 ]                                  |                 |
| 60 (IV)       |                 | Антонио Маура-и-Монтанер (1853—1925) исп. Antonio Maura y Montaner | 15 апреля 1919   | 20 июля 1919        | Мауристская партия в коалиции со Сьервистами | Маура (IV)             | [ 174 ] [ 175 ]                                  |                 |
| 60 (IV)       | 1919            | Антонио Маура-и-Монтанер (1853—1925) исп. Antonio Maura y Montaner | 15 апреля 1919   | 20 июля 1919        | Мауристская партия в коалиции со Сьервистами | Маура (IV)             | [ 174 ] [ 175 ]                                  |                 |
| 69            |                 | Хоакин Санчес де Тока-и-Кальво (1852—1942) исп. Joaquín Sánchez de Toca y Calvo                                                                                               | 20 июля 1919     | 12 декабря 1919     | Либерально-консервативная партия | Санчес де Тока         | [ 196 ] [ 197 ]                                  |                 |
| 70 (I)        |                 | Мануэль Альендесаласар-и-Миньос де Саласар (1856—1923) исп. Manuel Allendesalazar y Muñoz de Salazar                                                                          | 12 декабря 1919  | 5 мая 1920          | Либерально-консервативная партия в коалиции с Либерально-демократической партией, Либеральной партией и Левыми либералами                          | Альендесаласар (I)     | [ 198 ] [ 199 ]                                  |                 |
| 67 (III)      |                 | Эдуардо Дато-э-Ирадьер (1856—1921) исп. Eduardo Dato e Iradier | 5 мая 1920       | 8 марта 1921        | Либерально-консервативная партия | Дато (III)             | [ 192 ] [ 193 ]                                  |                 |
| 67 (III)      | 1920            | Эдуардо Дато-э-Ирадьер (1856—1921) исп. Eduardo Dato e Iradier | 5 мая 1920       | 8 марта 1921        | Либерально-консервативная партия | Дато (III)             | [ 192 ] [ 193 ]                                  |                 |
| и. о.         |                 | Габино Бугальяль-и-Араухо, 2-й граф де Бугальяль (1861—1932) исп. Gabino Bugallal y Araújo, II conde de Bugallal                                                              | 8 марта 1921     | 13 марта 1921       | Либерально-консервативная партия | Дато (III)             | [ 200 ] [ 201 ]                                  |                 |
| 70 (II)       |                 | Мануэль Альендесаласар-и-Миньос де Саласар (1856—1923) исп. Manuel Allendesalazar y Muñoz de Salazar                                                                          | 13 марта 1921    | 14 августа 1921     | Либерально-консервативная партия в коалиции со Сьервистами                                                                                         | Альендесаласар (II)    | [ 198 ] [ 199 ]                                  |                 |
| 60 (V)        |                 | Антонио Маура-и-Монтанер (1853—1925) исп. Antonio Maura y Montaner | 14 августа 1921  | 8 марта 1922        | Мауристская партия в коалиции со Сьервистами, Либеральной партией, Либерально-консервативной партией и Регионалистской лигой                       | Маура (V)              | [ 174 ] [ 175 ]                                  |                 |
| 71            |                 | Хосе Санчес-Гуэрра-и-Мартинес (1859—1935) исп. José Sánchez-Guerra y Martínez                                                                                                 | 8 марта 1922     | 7 декабря 1922      | Либерально-консервативная партия в коалиции с Мауристской партией и до апреля 1922 года с Регионалистской лигой                                    | Санчес-Гуэрра          | [ 202 ] [ 203 ]                                  |                 |
| 68 (IV)       |                 | Мануэль Гарсия Прието, маркиз де Альусемас (1859—1938) исп. Manuel García Prieto, marqués de Alhucemas                                                                        | 7 декабря 1922   | 15 сентября 1923    | Либерально-демократическая партия в коалиции с Либеральной партией, Левыми либералами и до апреля 1923 года с Реформистской партией                | Гарсия Прието (IV)     | [ 186 ] [ 187 ]                                  |                 |
| 68 (IV)       | 1923            | Мануэль Гарсия Прието, маркиз де Альусемас (1859—1938) исп. Manuel García Prieto, marqués de Alhucemas                                                                        | 7 декабря 1922   | 15 сентября 1923    | Либерально-демократическая партия в коалиции с Либеральной партией, Левыми либералами и до апреля 1923 года с Реформистской партией                | Гарсия Прието (IV)     | [ 186 ] [ 187 ]                                  |                 |
| 72 (I—II)     |                 | гранд Мигель Примо де Ривера-и-Орбанеха, 2-й маркиз де Эстелья (1870—1930) исп. Miguel Primo de Rivera y Orbaneja, II marqués de Estella                                      | 15 сентября 1923 | 3 декабря 1925      | военный | [ комм. 96 ]           | Военная директория                               | [ 204 ] [ 205 ] |
|               | 3 декабря 1925  | гранд Мигель Примо де Ривера-и-Орбанеха, 2-й маркиз де Эстелья (1870—1930) исп. Miguel Primo de Rivera y Orbaneja, II marqués de Estella                                      | 30 января 1930   | Патриотический союз | [ комм. 97 ] | Гражданская директория |                                                  | [ 204 ] [ 205 ] |
| 73            |                 | Дамасо Беренгер-и-Фусте, граф де Шавен (1873—1953) исп. Dámaso Berenguer y Fusté, conde de Xauen                                                                              | 30 января 1930   | 18 февраля 1931     | военный | [ комм. 99 ]           | Диктабланка                                      | [ 206 ] [ 207 ] |
| 74            |                 | Хуан Баутиста Аснар-и-Кабанас (1860—1933) исп. Juan Bautista Aznar y Cabanas                                                                                                  | 18 февраля 1931  | 14 апреля 1931      | военный | [ комм. 101 ]          | Диктабланка                                      | [ 208 ] [ 209 ] |

## Вторая республика (1931—1939)
Состоявшиеся 12 апреля 1931 года муниципальные выборы стали про-республиканским референдумом, победившие в крупнейших городах антимонархисты организовали массовые манифестации, вынудившие короля покинуть страну 14 апреля 1931 года, в тот же день была провозглашена республика и создано её временное правительство. В июне—июле 1931 года прошли выборы в учредительные кортесы (исп. Cortes Constituyentes), принявшие 9 декабря 1931 года республиканскую конституцию, заложившую основы демократических государственных институтов.
Вторая республика (исп. La Segunda República Española) была политически неустойчива под влиянием левого и правого радикализма: в январе 1933 года было подавлено восстание анархо-синдикалистов, в октябре 1934 года — революционное забастовочное движение, в Астурии вылившееся в рабочее восстание, в июле 1936 года (после победы Народного фронта на состоявшихся в феврале выборах) произошёл поддержанный Испанской фалангой военный путч, послуживший началом гражданской войны, приведшей к падению республики и установлению франкизма. Последним шагом к этому стал республиканский государственный переворот, совершённый 5—12 марта 1939 года, который возглавил полковник Сехисмундо Касадо, вынудивший последнего главу республиканского правительства Хуана Негрина бежать 6 марта 1939 года во Францию, где он создал правительство в изгнании. Созданный в ходе переворота Национальный совет обороны не оказал сопротивления наступающим силам Франсиско Франко и прекратил деятельность 28 марта 1939 года.
|             | Портрет         | Имя (годы жизни)                                                                                        | Полномочия          | Полномочия | Партия | Выборы              | Кабинет                    | Пр.             |
| Начало      | Портрет         | Имя (годы жизни)                                                                                        | Окончание           | | Партия | Выборы              | Кабинет                    | Пр.             |
| ----------- | --------------- | --- | ------------------- | --- | --- | ------------------- | -------------------------- | --------------- |
| 75          |                 | Нисето Алькала-Самора-и-Торрес (1877—1949) исп. Niceto Alcalá-Zamora y Torres                           | 14 апреля 1931      | 14 октября 1931 | Республиканская либеральная правая → Прогрессивная республиканская партия в коалиции с Испанской социалистической рабочей партией, Радикальной республиканской партией, Радикально-социалистической республиканской партией, Республиканским действием, Автономной галисийской республиканской организацией и Каталонским действием | [ комм. 103 ]       | Алькала-Самора             | [ 226 ] [ 227 ] |
| 75          | 1931            | Нисето Алькала-Самора-и-Торрес (1877—1949) исп. Niceto Alcalá-Zamora y Torres                           | 14 апреля 1931      | 14 октября 1931 | Республиканская либеральная правая → Прогрессивная республиканская партия в коалиции с Испанской социалистической рабочей партией, Радикальной республиканской партией, Радикально-социалистической республиканской партией, Республиканским действием, Автономной галисийской республиканской организацией и Каталонским действием |                     | Алькала-Самора             | [ 226 ] [ 227 ] |
| 76 (I—III)  |                 | Мануэль Асанья-и-Диас (1880—1940) исп. Manuel Azaña y Díaz                                              | 14 октября 1931     | 11 декабря 1931 | Республиканское действие в коалиции с Испанской социалистической рабочей партией, Радикальной республиканской партией, Радикально-социалистической республиканской партией, Автономной галисийской республиканской организацией и Каталонским действием                                                                             | Асанья (I)          | [ 228 ] [ 229 ]            |                 |
| 76 (I—III)  | 11 декабря 1931 | Мануэль Асанья-и-Диас (1880—1940) исп. Manuel Azaña y Díaz                                              | 12 июня 1933        | Республиканское действие в коалиции с Испанской социалистической рабочей партией, Радикально-социалистической республиканской партией, Левыми республиканцами Каталонии и Автономной галисийской республиканской организацией                                      | Асанья (II) |                     | [ 228 ] [ 229 ]            |                 |
| 76 (I—III)  | 12 июня 1933    | Мануэль Асанья-и-Диас (1880—1940) исп. Manuel Azaña y Díaz                                              | 12 сентября 1933    | Республиканское действие в коалиции с Испанской социалистической рабочей партией, Радикально-социалистической республиканской партией, Левыми республиканцами Каталонии, Галисийской республиканской партией и Федеральной демократической республиканской партией | Асанья (III) |                     | [ 228 ] [ 229 ]            |                 |
| 77 (I)      |                 | Алехандро Леррус-и-Гарсия (1864—1949) исп. Alejandro Lerroux y García                                   | 12 сентября 1933    | 8 октября 1933 | Радикальная республиканская партия в коалиции с Радикально-социалистической республиканской партией, Левыми республиканцами Каталонии, Республиканским действием, Галисийской республиканской партией и Социалистическими радикальными левыми                                                                                       | Леррус (I)          | [ 230 ] [ 231 ]            |                 |
| 78 (I)      |                 | Диего Мартинес Баррио (1883—1962) исп. Diego Martínez Barrio                                            | 8 октября 1933      | 16 декабря 1933 | Радикальная республиканская партия в коалиции с Радикально-социалистической республиканской партией, Левыми республиканцами Каталонии, Республиканским действием, Галисийской республиканской партией, Социалистическими радикальными левыми и Прогрессивной республиканской партией                                                | Мартинес Баррио (I) | [ 232 ] [ 233 ]            |                 |
| 78 (I)      | 1933            | Диего Мартинес Баррио (1883—1962) исп. Diego Martínez Barrio                                            | 8 октября 1933      | 16 декабря 1933 | Радикальная республиканская партия в коалиции с Радикально-социалистической республиканской партией, Левыми республиканцами Каталонии, Республиканским действием, Галисийской республиканской партией, Социалистическими радикальными левыми и Прогрессивной республиканской партией                                                | Мартинес Баррио (I) | [ 232 ] [ 233 ]            |                 |
| 77 (II—III) |                 | Алехандро Леррус-и-Гарсия (1864—1949) исп. Alejandro Lerroux y García                                   | 16 декабря 1933     | 3 марта 1934 | Радикальная республиканская партия в коалиции с Испанской аграрной партией, Прогрессивной республиканской партией, Галисийской республиканской партией и Либерально-демократической республиканской партией при поддержке Испанской конфедерации независимых правых                                                                 | Леррус (II)         | [ 230 ] [ 231 ]            |                 |
| 77 (II—III) | 3 марта 1934    | Алехандро Леррус-и-Гарсия (1864—1949) исп. Alejandro Lerroux y García                                   | 28 апреля 1934      | Леррус (III) | Радикальная республиканская партия в коалиции с Испанской аграрной партией, Прогрессивной республиканской партией, Галисийской республиканской партией и Либерально-демократической республиканской партией при поддержке Испанской конфедерации независимых правых                                                                 |                     | [ 230 ] [ 231 ]            |                 |
| 79          |                 | Рикардо Сампер Ибаньес                                                                                  | 28 апреля 1934      | 4 октября 1934 | Радикальная республиканская партия в коалиции с Испанской аграрной партией, Прогрессивной республиканской партией, Галисийской республиканской партией и Либерально-демократической республиканской партией при поддержке Испанской конфедерации независимых правых                                                                 | Сампер              | [ 234 ] [ 235 ]            |                 |
| 77 (IV—VI)  |                 | Алехандро Леррус-и-Гарсия (1864—1949) исп. Alejandro Lerroux y García                                   | 4 октября 1934      | 3 апреля 1935 | Радикальная республиканская партия в коалиции с Испанской конфедерацией независимых правых, Испанской аграрной партией и Либерально-демократической республиканской партией | Леррус (IV)         | [ 230 ] [ 231 ]            |                 |
| 77 (IV—VI)  | 3 апреля 1935   | Алехандро Леррус-и-Гарсия (1864—1949) исп. Alejandro Lerroux y García                                   | 6 июня 1935         | Радикальная республиканская партия в коалиции с Прогрессивной республиканской партией с участием независимых политиков | Леррус (V) |                     | [ 230 ] [ 231 ]            |                 |
| 77 (IV—VI)  | 6 июня 1935     | Алехандро Леррус-и-Гарсия (1864—1949) исп. Alejandro Lerroux y García                                   | 25 сентября 1935    | Радикальная республиканская партия в коалиции с Испанской конфедерацией независимых правых, Испанской аграрной партией и Либерально-демократической республиканской партией                                                                                        | Леррус (VI) |                     | [ 230 ] [ 231 ]            |                 |
| 80 (I—II)   |                 | Хоакин Чапаприета-и-Торрегроса (1871—1951) исп. Joaquín Chapaprieta y Torregrosa                        | 25 сентября 1935    | 29 октября 1935 | независимый с участием Испанской конфедерации независимых правых, Радикальной республиканской партии, Испанской аграрной партии и Регионалистской лиги с поддержкой Либерально-демократической республиканской партии | Чапаприета (I)      | [ 236 ] [ 237 ]            |                 |
| 80 (I—II)   | 29 октября 1935 | Хоакин Чапаприета-и-Торрегроса (1871—1951) исп. Joaquín Chapaprieta y Torregrosa                        | 14 декабря 1935     | Чапаприета (II) | независимый с участием Испанской конфедерации независимых правых, Радикальной республиканской партии, Испанской аграрной партии и Регионалистской лиги с поддержкой Либерально-демократической республиканской партии |                     | [ 236 ] [ 237 ]            |                 |
| 81 (I—II)   |                 | Мануэль Портела Вальядарес (1867—1952) исп. Manuel Portela Valladares                                   | 14 декабря 1935     | 30 декабря 1935 | независимый с участием Радикальной республиканской партии, Испанской аграрной партии, Регионалистской лиги, Прогрессивной республиканской партии и Либерально-демократической республиканской партии | Портела (I)         | [ 238 ] [ 239 ]            |                 |
|             | 30 декабря 1935 | Мануэль Портела Вальядарес (1867—1952) исп. Manuel Portela Valladares                                   | 19 февраля 1936     | Партия демократического центра в коалиции с Прогрессивной республиканской партией и независимыми политиками | Портела (II) |                     | [ 238 ] [ 239 ]            |                 |
| 76 (IV)     |                 | Мануэль Асанья-и-Диас (1880—1940) исп. Manuel Azaña y Díaz                                              | 19 февраля 1936     | 10 мая 1936 | Республиканская левая в составе Народного фронта в коалиции с Республиканским союзом | 1936                | Асанья (IV)                | [ 228 ] [ 229 ] |
| и. о.       |                 | Аугусто Барсия Трельес (1881—1961) исп. Augusto Barcia Trelles                                          | 10 мая 1936         | 13 мая 1936 | Республиканская левая в составе Народного фронта в коалиции с Республиканским союзом | 1936                | Асанья (IV)                | [ 240 ] [ 241 ] |
| 82          |                 | Сантьяго Касарес Кирога де ла Пас-и-Моредо (1884—1950) исп. Santiago Casares Quiroga de la Paz y Moredo | 13 мая 1936         | 19 июля 1936 | Республиканская левая в составе Народного фронта в коалиции с Республиканским союзом и Левыми республиканцами Каталонии | 1936                | Касарес                    | [ 242 ] [ 243 ] |
| 78 (II)     |                 | Диего Мартинес Баррио (1883—1962) исп. Diego Martínez Barrio                                            | 19 июля 1936 (часы) | 19 июля 1936 (часы) | Республиканский союз в составе Народного фронта в коалиции с Республиканской левой и Левыми республиканцами Каталонии | 1936                | Мартинес Баррио (II)       | [ 232 ] [ 233 ] |
| 83          |                 | Хосе Хираль-и-Перейра (1879—1962) исп. José Giral y Pereira                                             | 19 июля 1936        | 4 сентября 1936 | Республиканская левая в составе Народного фронта в коалиции с Республиканским союзом и Левыми республиканцами Каталонии | 1936                | Хираль                     | [ 244 ] [ 245 ] |
| 84 (I—II)   |                 | Франсиско Ларго Кабальеро (1869—1946) исп. Francisco Largo Caballero                                    | 4 сентября 1936     | 4 ноября 1936 | Испанская социалистическая рабочая партия в коалиции с Республиканской левой, Республиканским союзом, Коммунистической партией Испании, Левыми республиканцами Каталонии и Баскской националистической партией | 1936                | Ларго (I)                  | [ 246 ] [ 247 ] |
| 84 (I—II)   | 4 ноября 1936   | Франсиско Ларго Кабальеро (1869—1946) исп. Francisco Largo Caballero                                    | 17 мая 1937         | Испанская социалистическая рабочая партия в коалиции с Республиканской левой, Национальной конфедерацией труда, Республиканским союзом, Коммунистической партией Испании, Левыми республиканцами Каталонии и Баскской националистической партией                   | Ларго (II) | 1936                |                            | [ 246 ] [ 247 ] |
| 85 (I—II)   |                 | Хуан Негрин Лопес (1892—1956) исп. Juan Negrín López                                                    | 17 мая 1937         | 5 апреля 1938 | Испанская социалистическая рабочая партия в коалиции с Республиканской левой, Республиканским союзом, Коммунистической партией Испании, Левыми республиканцами Каталонии и Баскской националистической партией | 1936                | Негрин (I)                 | [ 248 ] [ 249 ] |
| 85 (I—II)   | 5 апреля 1938   | Хуан Негрин Лопес (1892—1956) исп. Juan Negrín López                                                    | 6 марта 1939        | Испанская социалистическая рабочая партия в коалиции с Республиканской левой, Национальной конфедерацией труда, Республиканским союзом, Коммунистической партией Испании, Левыми республиканцами Каталонии и Баскской националистической партией                   | Негрин (II) | 1936                |                            | [ 248 ] [ 249 ] |
| 86          |                 | генералиссимус Хосе Мьяха Менант (1878—1958) исп. José Miaja Menant                                     | 6 марта 1939        | 28 марта 1939 | военный с участием Испанской социалистической рабочей партии, Национальной конфедерации труда, Республиканской левой, Республиканским союзом и Всеобщим союзом трудящихся | [ комм. 111 ]       | Национальный совет обороны | [ 250 ] [ 251 ] |

### Правительства Второй республики в изгнании (1939—1977)
После свержения в результате государственного переворота последнего конституционного правительства Второй республики его глава Хуан Негрин, бежавший 6 марта 1939 года во Францию, после прекращения 28 марта 1939 года сопротивления силам Франсиско Франко свергнувшего его республиканского Национального совета обороны, заявил о сохранении испанской республики в изгнании и создал 31 марта 1939 года правительство в изгнании. Республиканские органы действовали за рубежом до 21 июня 1977 года, когда президент в изгнании Хосе Мальдонадо Гонсалес признал законность выборов в конституционные кортесы, состоявшихся 15 июня 1977 года после смерти в 1975 году Франко, и распустил сохранившиеся республиканские институты.
|        | Портрет | Имя (годы жизни)                                                                          | Полномочия      | Полномочия      | Партия | Пр.             |
| Начало | Портрет | Имя (годы жизни)                                                                          | Окончание       |                 | Партия | Пр.             |
| ------ | ------- | ----------------------------------------------------------------------------------------- | --------------- | --------------- | --- | --------------- |
| А      |         | Хуан Негрин Лопес (1892—1956) исп. Juan Negrín López                                      | 31 марта 1939   | 17 августа 1945 | Испанская социалистическая рабочая партия в коалиции с Республиканской левой, Национальной конфедерацией труда, Республиканским союзом, Коммунистической партией Испании, Объединённой социалистической партией Каталонии и Баскским национальным действием                                                                               | [ 248 ] [ 249 ] |
| Б      |         | Хосе Хираль-и-Перейра (1879—1962) исп. José Giral y Pereira                               | 17 августа 1945 | 9 февраля 1947  | Республиканская левая в коалиции с Испанской социалистической рабочей партией, Республиканским союзом, Левыми республиканцами Каталонии, Национальной конфедерацией труда, Баскской националистической партией, Всеобщим союзом трудящихся, Каталонским республиканским действием, Коммунистической партией Испании и Галисийской партией | [ 244 ] [ 245 ] |
| В      |         | Родольфо Льопис Феррандис (1895—1983) исп. Rodolfo Llopis Ferrándiz                       | 9 февраля 1947  | 8 августа 1947  | Испанская социалистическая рабочая партия в коалиции с Республиканским союзом, Баскской националистической партией, Республиканской левой, Левыми республиканцами Каталонии, Всеобщим союзом трудящихся, Коммунистической партией Испании и Национальной конфедерацией труда                                                              | [ 253 ] [ 254 ] |
| Г      |         | Альваро де Альборнос-и-Лиминьяна (1879—1954) исп. Álvaro de Albornoz y Liminiana          | 8 августа 1947  | 30 ноября 1950  | Республиканская левая в коалиции с Республиканским союзом и до 1949 года с Национальной конфедерацией труда | [ 255 ] [ 256 ] |
| Д      |         | Феликс Гордон Ордас (1885—1973) исп. Félix Gordón Ordás                                   | 30 ноября 1950  | 9 мая 1960      | Республиканский союз в коалиции с Республиканской левой | [ 257 ] [ 258 ] |
| Е      |         | Эмилио Эррера-и-Линарес (1879—1967) исп. Emilio Herrera y Linares                         | 9 мая 1960      | 28 февраля 1962 | независимый с участием Испанского демократического республиканского действия | [ 259 ] [ 260 ] |
| Ж      |         | Клаудио Санчес-Альборнос-и-Мендуинья (1893—1984) исп. Claudio Sánchez-Albornoz y Menduiña | 28 февраля 1962 | 28 февраля 1971 | Испанское демократическое республиканское действие | [ 261 ] [ 262 ] |
| З      |         | Фернандо Валера Апарисио (1899—1982) исп. Fernando Valera Aparicio                        | 28 февраля 1971 | 21 июня 1977    | Испанское демократическое республиканское действие | [ 263 ] [ 264 ] |

## Диктатура Франко (1936—1975)

Знак гражданской службы каудильо Ф. Франко (с 1938 г.)

После победы Народного фронта на состоявшихся в феврале выборах выступавшие за усиление национального государства военные 17—18 июля 1936 года совершили путч, который послужил началом гражданской войны, приведшей к падению Второй республики и установлению франкизма. 25 июля 1936 года поддержавшими восстание высшими офицерами в Бургосе была создана Хунта национальной обороны Испании (исп. Junta de Defensa Nacional de España), принявшая на себя «все полномочия государства» на контролируемой ими территории. Она строилась на основе военной иерархии, где старшим по возрасту и служебному стажу дивизионным генералом являлся Мигель Кабанельяс, ставший её президентом (исп. Presidente de la Junta de Defensa Nacional de España). На следующий день Франсиско Франко был назначен командующим повстанцев на южном фронте, 3 августа 1936 года введён в состав хунты, а 21 сентября резолюцией членов хунты назначен главой правительства государства и генералиссимусом национальных сухопутных, морских и воздушных сил (исп. Jefe del Gobierno del Estado y Generalísimo de las fuerzas nacionales de tierra, mar y aire). Являясь главнокомандующим операции по перемещению армии из Марокко на Иберийский полуостров, Франко был сильнейшим претендентом на единое командование; 30 сентября ему было присвоено звание генералиссимуса, а 1 октября 1936 года на военном параде в Бургосе он был провозглашён главой государства (исп. Jefe del Estado). На первом этапе были созданы несколько органов управления зоной восстания (исп. zona sublevada, или национальная зона, исп. zona nacional), наиболее близкими к правительственным были функции Технического совета государства (исп. Junta Técnica del Estado), учреждённого 3 октября 1936 года.
Политической основой нового режима стала Испанская фаланга, объединившая одноимённую партию сначала с Союзами национал-синдикалистского наступления, когда 15 февраля 1934 года была создана Испанская фаланга СНСН (исп. Falange Española de las Juntas de Ofensiva Nacional Sindicalista), а затем с монархическими традиционалистами, когда 20 апреля 1937 года была создана Традиционалистская испанская фаланга и Союзы национал-синдикалистского наступления (исп. Falange Española Tradicionalista y de las Juntas de Ofensiva Nacional Sindicalista).
31 января 1938 года Франко в качестве главы государства занял пост президента правительства (исп. Presidente del Gobierno), оставаясь на нём до 8 июня 1973 года, однако в этом качестве официально не упоминался, поскольку использовался титул каудильо (исп. caudillo, — вождь, предводитель). Прямые выборные процедуры в период франкизма были замещены формированием государственных институтов, включая Национальный совет Движения и видоизменённые кортесы, через систему квот для социальных и профессиональных корпораций. В 1949 году в Испании была восстановлена монархия, каудильо стал регентом престола; законом от 22 июля 1969 года № 62/1969 наследником трона был назначен внук Альфонсо XIII Хуан Карлос де Бурбон-и-Бурбон, для которого создали титул принца Испании (исп. Príncipe de España).
|            | Портрет         | Имя (годы жизни) | Полномочия      | Полномочия      | Партия | Должность                                                                                | Кабинет                       | Пр.             |
| Начало     | Портрет         | Имя (годы жизни) | Окончание       |                 | Партия | Должность                                                                                | Кабинет                       | Пр.             |
| ---------- | --------------- | --- | --------------- | --------------- | --- | ---------------------------------------------------------------------------------------- | ----------------------------- | --------------- |
| 87         |                 | Фидель Давила Аррондо (1878—1962) исп. Fidel Dávila Arrondo                                                                     | 3 октября 1936  | 3 июня 1937     | военный | президент Технического совета государства исп. Presidente de la Junta Técnica del Estado | Технический совет государства | [ 275 ] [ 276 ] |
| 88         |                 | Франсиско Гомес-Хордана-и-Суза, граф де Хордана (1876—1944) исп. Francisco Gómez-Jordana y Sousa, conde de Jordana              | 3 июня 1937     | 31 января 1938  | военный | президент Технического совета государства исп. Presidente de la Junta Técnica del Estado | Технический совет государства | [ 277 ] [ 278 ] |
| 89 (I—XII) |                 | Франсиско Паулино Эрменехильдо Теодуло Франко Баамонде (1892—1975) исп. Francisco Paulino Hermenegildo Teódulo Franco Bahamonde | 31 января 1938  | 9 августа 1939  | военный с участием Традиционалистской испанской фаланги и Союзов национал-синдикалистского наступления, независимых политиков и с 1957 года с Опус Деи | президент правительства исп. Presidente del Gobierno                                     | Франко (I)                    | [ 279 ] [ 280 ] |
| 89 (I—XII) | 9 августа 1939  | Франсиско Паулино Эрменехильдо Теодуло Франко Баамонде (1892—1975) исп. Francisco Paulino Hermenegildo Teódulo Franco Bahamonde | 20 мая 1941     | Франко (II)     | военный с участием Традиционалистской испанской фаланги и Союзов национал-синдикалистского наступления, независимых политиков и с 1957 года с Опус Деи | президент правительства исп. Presidente del Gobierno                                     |                               | [ 279 ] [ 280 ] |
| 89 (I—XII) | 20 мая 1941     | Франсиско Паулино Эрменехильдо Теодуло Франко Баамонде (1892—1975) исп. Francisco Paulino Hermenegildo Teódulo Franco Bahamonde | 3 сентября 1942 | Франко (III)    | военный с участием Традиционалистской испанской фаланги и Союзов национал-синдикалистского наступления, независимых политиков и с 1957 года с Опус Деи | президент правительства исп. Presidente del Gobierno                                     |                               | [ 279 ] [ 280 ] |
| 89 (I—XII) | 3 сентября 1942 | Франсиско Паулино Эрменехильдо Теодуло Франко Баамонде (1892—1975) исп. Francisco Paulino Hermenegildo Teódulo Franco Bahamonde | 18 июля 1945    | Франко (IV)     | военный с участием Традиционалистской испанской фаланги и Союзов национал-синдикалистского наступления, независимых политиков и с 1957 года с Опус Деи | президент правительства исп. Presidente del Gobierno                                     |                               | [ 279 ] [ 280 ] |
| 89 (I—XII) | 18 июля 1945    | Франсиско Паулино Эрменехильдо Теодуло Франко Баамонде (1892—1975) исп. Francisco Paulino Hermenegildo Teódulo Franco Bahamonde | 18 июля 1951    | Франко (V)      | военный с участием Традиционалистской испанской фаланги и Союзов национал-синдикалистского наступления, независимых политиков и с 1957 года с Опус Деи | президент правительства исп. Presidente del Gobierno                                     |                               | [ 279 ] [ 280 ] |
| 89 (I—XII) | 18 июля 1951    | Франсиско Паулино Эрменехильдо Теодуло Франко Баамонде (1892—1975) исп. Francisco Paulino Hermenegildo Teódulo Franco Bahamonde | 16 февраля 1956 | Франко (VI)     | военный с участием Традиционалистской испанской фаланги и Союзов национал-синдикалистского наступления, независимых политиков и с 1957 года с Опус Деи | президент правительства исп. Presidente del Gobierno                                     |                               | [ 279 ] [ 280 ] |
| 89 (I—XII) | 16 февраля 1956 | Франсиско Паулино Эрменехильдо Теодуло Франко Баамонде (1892—1975) исп. Francisco Paulino Hermenegildo Teódulo Franco Bahamonde | 25 февраля 1957 | Франко (VII)    | военный с участием Традиционалистской испанской фаланги и Союзов национал-синдикалистского наступления, независимых политиков и с 1957 года с Опус Деи | президент правительства исп. Presidente del Gobierno                                     |                               | [ 279 ] [ 280 ] |
| 89 (I—XII) | 25 февраля 1957 | Франсиско Паулино Эрменехильдо Теодуло Франко Баамонде (1892—1975) исп. Francisco Paulino Hermenegildo Teódulo Franco Bahamonde | 10 июля 1962    | Франко (VIII)   | военный с участием Традиционалистской испанской фаланги и Союзов национал-синдикалистского наступления, независимых политиков и с 1957 года с Опус Деи | президент правительства исп. Presidente del Gobierno                                     |                               | [ 279 ] [ 280 ] |
| 89 (I—XII) | 10 июля 1962    | Франсиско Паулино Эрменехильдо Теодуло Франко Баамонде (1892—1975) исп. Francisco Paulino Hermenegildo Teódulo Franco Bahamonde | 7 июля 1965     | Франко (IX)     | военный с участием Традиционалистской испанской фаланги и Союзов национал-синдикалистского наступления, независимых политиков и с 1957 года с Опус Деи | президент правительства исп. Presidente del Gobierno                                     |                               | [ 279 ] [ 280 ] |
| 89 (I—XII) | 7 июля 1965     | Франсиско Паулино Эрменехильдо Теодуло Франко Баамонде (1892—1975) исп. Francisco Paulino Hermenegildo Teódulo Franco Bahamonde | 22 июля 1967    | Франко (X)      | военный с участием Традиционалистской испанской фаланги и Союзов национал-синдикалистского наступления, независимых политиков и с 1957 года с Опус Деи | президент правительства исп. Presidente del Gobierno                                     |                               | [ 279 ] [ 280 ] |
| 89 (I—XII) | 22 июля 1967    | Франсиско Паулино Эрменехильдо Теодуло Франко Баамонде (1892—1975) исп. Francisco Paulino Hermenegildo Teódulo Franco Bahamonde | 29 октября 1969 | Франко (XI)     | военный с участием Традиционалистской испанской фаланги и Союзов национал-синдикалистского наступления, независимых политиков и с 1957 года с Опус Деи | президент правительства исп. Presidente del Gobierno                                     |                               | [ 279 ] [ 280 ] |
| 89 (I—XII) | 29 октября 1969 | Франсиско Паулино Эрменехильдо Теодуло Франко Баамонде (1892—1975) исп. Francisco Paulino Hermenegildo Teódulo Franco Bahamonde | 8 июня 1973     | Франко (XII)    | военный с участием Традиционалистской испанской фаланги и Союзов национал-синдикалистского наступления, независимых политиков и с 1957 года с Опус Деи | президент правительства исп. Presidente del Gobierno                                     |                               | [ 279 ] [ 280 ] |
| 90         |                 | Луис Карреро Бланко (1904—1973) исп. Luis Carrero Blanco                                                                        | 8 июня 1973     | 20 декабря 1973 | военный с участием Традиционалистской испанской фаланги и Союзов национал-синдикалистского наступления, независимых политиков и с 1957 года с Опус Деи | президент правительства исп. Presidente del Gobierno                                     | Карреро Бланко                | [ 281 ] [ 282 ] |
| и. о.      |                 | Торкуато Фернандес-Миранда-и-Эвиа (1915—1980) исп. Torcuato Fernández-Miranda y Hevia                                           | 20 декабря 1973 | 29 декабря 1973 | независимый с участием Традиционалистской испанской фаланги и Союзов национал-синдикалистского наступления и военных                                   | исполняющий обязанности президента правительства исп. Presidente del Gobierno interino   | Карреро Бланко                | [ 283 ] [ 284 ] |
| 91 (I)     |                 | Карлос Ариас Наварро (1908—1989) исп. Carlos Arias Navarro                                                                      | 29 декабря 1973 | 12 декабря 1975 | независимый с участием Традиционалистской испанской фаланги и Союзов национал-синдикалистского наступления и военных                                   | президент правительства исп. Presidente del Gobierno                                     | Ариас (I)                     | [ 285 ] [ 286 ] |

## Восстановление демократии (с 1975)

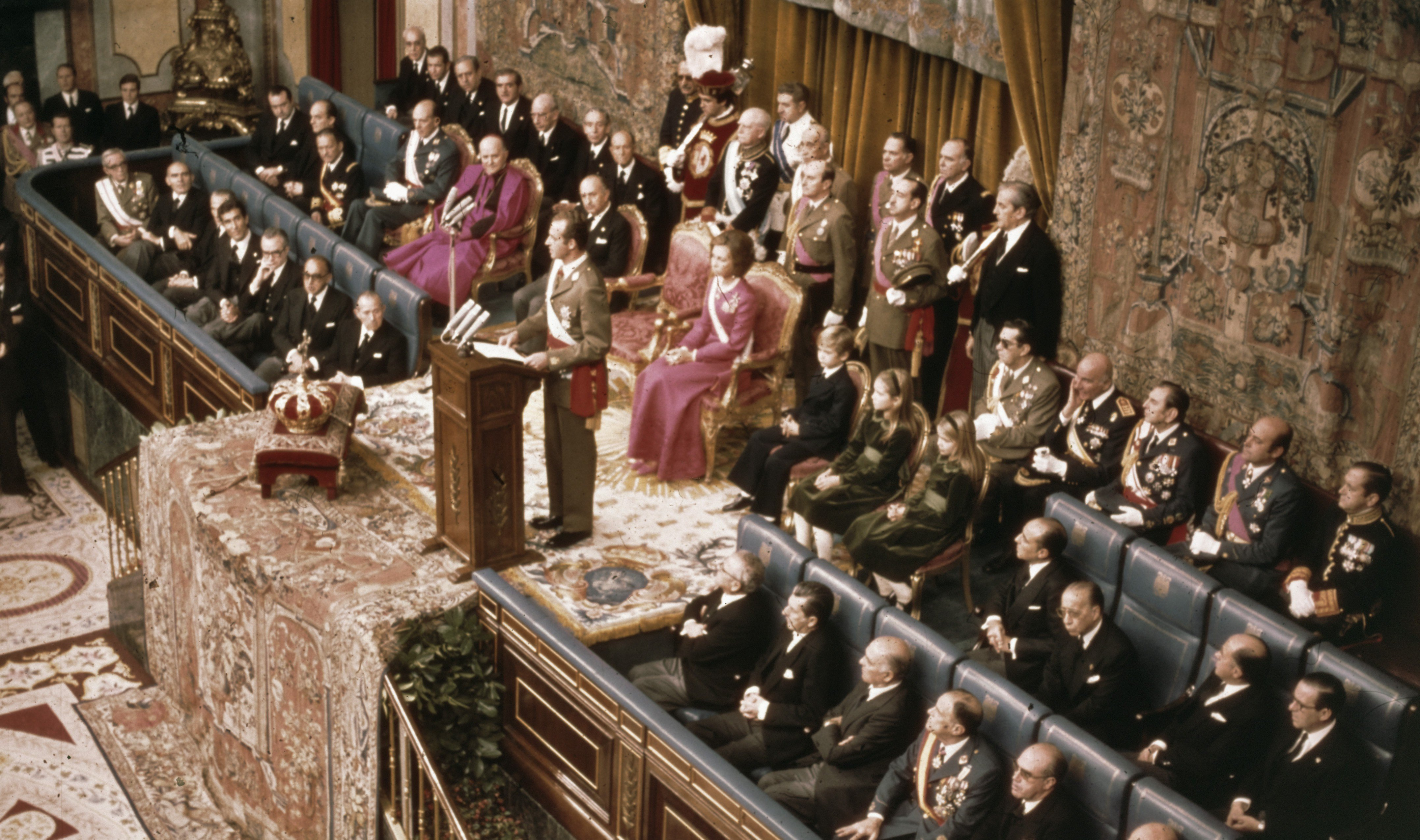
Присяга Хуана Карлоса I

После смерти Франсиско Франко с 20 по 22 ноября 1975 года Испанию возглавлял Регентский совет (исп. Consejo de Regencia), обеспечивший вступление на трон принца Испании Хуана Карлоса де Бурбон-и-Бурбона, под тронным именем Хуан Карлос I. Переход Испании к демократии (исп. Transición Española) в форме парламентской конституционной монархии занял несколько лет; его завершение относят либо к принятию на состоявшемся 6 декабря 1978 года референдуме новой Конституции (сохранившей пост президента правительства, исп. Presidente del Gobierno), либо к провалу попытки государственного переворота 23 февраля 1981 года, либо к победе на выборах 1982 года отрицающей наследие франкизма Испанской социалистической рабочей партии. Национальное движение (исп. Movimiento Nacional, или просто Движение исп. Movimiento), являвшееся социально-политической основой франкизма, и определяющая его идеологию Традиционалистская испанская фаланга и Союзы национал-синдикалистского наступления были реструктурированы и лишены имущества королевским указом от 1 апреля 1977 года № 23/1977.
1 июня 2018 года состоялось четвёртое в современной истории и первое успешное вынесение недоверия правительству страны, приведшее к отставке правительства Мариано Рахоя. После состоявшихся 12 ноября 2019 года досрочных выборов Педро Санчес 12 января 2020 года представил состав первого в новейшей истории коалиционного правительства, сформированного Испанской социалистической рабочей партией с партиями избирательного блока «Вместе мы можем».
|             | Портрет                      | Имя (годы жизни)                                                                                           | Полномочия      | Полномочия | Партия | Выборы                                                                                         | Кабинет         | Пр.             |
| Начало      | Портрет                      | Имя (годы жизни)                                                                                           | Окончание       | | Партия | Выборы                                                                                         | Кабинет         | Пр.             |
| ----------- | ---------------------------- | --- | --------------- | --- | --- | ---------------------------------------------------------------------------------------------- | --------------- | --------------- |
| 91 (II)     |                              | Карлос Ариас Наварро (1908—1989) исп. Carlos Arias Navarro                                                 | 12 декабря 1975 | 1 июля 1976 | независимый с участием Традиционалистской испанской фаланги и Союзов национал-синдикалистского наступления, Испанского демократического союза, Союза испанского народа, Фонда независимых исследований и военных        | [ комм. 122 ]                                                                                  | Ариас (II)      | [ 285 ] [ 286 ] |
| и. о.       |                              | Фернандо де Сантьяго-и-Диас де Мендивиль (1910—1994) исп. Fernando de Santiago y Díaz de Mendívil          | 1 июля 1976     | 3 июля 1976 | военный с сохранением конфигурации Совета министров | [ комм. 122 ]                                                                                  | Ариас (II)      | [ 294 ]         |
| 92 (I—III)  |                              | Адольфо Суарес Гонсалес (1932—2014) исп. Adolfo Suárez González                                            | 3 июля 1976     | 5 июля 1977 | Союз испанского народа в коалиции с Традиционалистской испанской фалангой и Союзами национал-синдикалистского наступления, Испанским демократическим союзом, Группой Тасито, Фондом независимых исследований и военными | [ комм. 122 ]                                                                                  | Суарес (I)      | [ 295 ] [ 296 ] |
|             | Союз демократического центра | Адольфо Суарес Гонсалес (1932—2014) исп. Adolfo Suárez González                                            | 3 июля 1976     | 5 июля 1977 | | [ комм. 122 ]                                                                                  | Суарес (I)      | [ 295 ] [ 296 ] |
| 5 июля 1977 | 6 апреля 1979                | Адольфо Суарес Гонсалес (1932—2014) исп. Adolfo Suárez González                                            | 1977            | Суарес (II) | |                                                                                                |                 | [ 295 ] [ 296 ] |
| 5 июля 1977 | 25 февраля 1981              | Адольфо Суарес Гонсалес (1932—2014) исп. Adolfo Suárez González                                            | 1979            | Суарес (III) | |                                                                                                |                 | [ 295 ] [ 296 ] |
| 93          |                              | Леопольдо Рамон Педро Кальво-Сотело-и-Бустело (1926—2008) исп. Leopoldo Ramón Pedro Calvo-Sotelo y Bustelo | 1979            | 25 февраля 1981 | 1 декабря 1982 | Кальво-Сотело                                                                                  | [ 297 ] [ 298 ] |                 |
| 94 (I—IV)   |                              | Фелипе Гонсалес Маркес (1942—) исп. Felipe González Márquez                                                | 1 декабря 1982  | 23 июля 1986 | Испанская социалистическая рабочая партия в союзе с региональной Партией социалистов Каталонии | 1982                                                                                           | Гонсалес (I)    | [ 299 ] [ 300 ] |
| 94 (I—IV)   | 23 июля 1986                 | Фелипе Гонсалес Маркес (1942—) исп. Felipe González Márquez                                                | 5 декабря 1989  | 1986 | Испанская социалистическая рабочая партия в союзе с региональной Партией социалистов Каталонии | Гонсалес (II)                                                                                  |                 | [ 299 ] [ 300 ] |
| 94 (I—IV)   | 5 декабря 1989               | Фелипе Гонсалес Маркес (1942—) исп. Felipe González Márquez                                                | 9 июля 1993     | 1989 | Испанская социалистическая рабочая партия в союзе с региональной Партией социалистов Каталонии | Гонсалес (III)                                                                                 |                 | [ 299 ] [ 300 ] |
| 94 (I—IV)   | 9 июля 1993                  | Фелипе Гонсалес Маркес (1942—) исп. Felipe González Márquez                                                | 4 мая 1996      | 1993 | Испанская социалистическая рабочая партия в союзе с региональной Партией социалистов Каталонии | Гонсалес (IV)                                                                                  |                 | [ 299 ] [ 300 ] |
| 95 (I—II)   |                              | Хосе Мария Аснар Лопес (1953—) исп. José María Aznar López                                                 | 4 мая 1996      | 26 апреля 2000 | Народная партия | 1996                                                                                           | Аснар (I)       | [ 301 ] [ 302 ] |
| 95 (I—II)   | 26 апреля 2000               | Хосе Мария Аснар Лопес (1953—) исп. José María Aznar López                                                 | 17 апреля 2004  | 2000 | Народная партия | Аснар (II)                                                                                     |                 | [ 301 ] [ 302 ] |
| 96 (I—II)   |                              | Хосе Луис Родригес Сапатеро (1960—) исп. José Luis Rodríguez Zapatero                                      | 17 апреля 2004  | 12 апреля 2008 | Испанская социалистическая рабочая партия в союзе с региональной Партией социалистов Каталонии | 2004                                                                                           | Родригес (I)    | [ 303 ] [ 304 ] |
| 96 (I—II)   | 12 апреля 2008               | Хосе Луис Родригес Сапатеро (1960—) исп. José Luis Rodríguez Zapatero                                      | 21 декабря 2011 | 2008 | Испанская социалистическая рабочая партия в союзе с региональной Партией социалистов Каталонии | Родригес (II)                                                                                  |                 | [ 303 ] [ 304 ] |
| 97 (I—II)   |                              | Мариано Рахой Брей (1955—) исп. Mariano Rajoy Brey                                                         | 21 декабря 2011 | 4 ноября 2016 | Народная партия | 2011                                                                                           | Рахой (I)       | [ 305 ] [ 306 ] |
| 97 (I—II)   | 2015                         | Мариано Рахой Брей (1955—) исп. Mariano Rajoy Brey                                                         | 21 декабря 2011 | 4 ноября 2016 | Народная партия |                                                                                                | Рахой (I)       | [ 305 ] [ 306 ] |
| 97 (I—II)   | 4 ноября 2016                | Мариано Рахой Брей (1955—) исп. Mariano Rajoy Brey                                                         | 2 июня 2018     | 2016 | Народная партия | Рахой (II)                                                                                     |                 | [ 305 ] [ 306 ] |
| 98 (I—III)  |                              | Педро Санчес Перес-Кастехон (1972—) исп. Pedro Sánchez Pérez-Castejón                                      | 2 июня 2018     | 2016 | 13 января 2020 | Испанская социалистическая рабочая партия в союзе с региональной Партией социалистов Каталонии | Санчес (I)      | [ 307 ] [ 308 ] |
| 98 (I—III)  | 2019, апрель                 | Педро Санчес Перес-Кастехон (1972—) исп. Pedro Sánchez Pérez-Castejón                                      | 2 июня 2018     | | 13 января 2020 | Испанская социалистическая рабочая партия в союзе с региональной Партией социалистов Каталонии | Санчес (I)      | [ 307 ] [ 308 ] |
| 98 (I—III)  | 13 января 2020               | Педро Санчес Перес-Кастехон (1972—) исп. Pedro Sánchez Pérez-Castejón                                      | 17 ноября 2023  | Испанская социалистическая рабочая партия в коалиции с Партией социалистов Каталонии и блоком «Вместе мы можем» («Подемос»/«Объединённые левые») | 2019, ноябрь | Санчес (II)                                                                                    |                 | [ 307 ] [ 308 ] |
| 98 (I—III)  | 17 ноября 2023               | Педро Санчес Перес-Кастехон (1972—) исп. Pedro Sánchez Pérez-Castejón                                      | действующий     | Испанская социалистическая рабочая партия в коалиции с Партией социалистов Каталонии и блоком «Sumar»                                            | 2023 | Санчес (III)                                                                                   |                 | [ 307 ] [ 308 ] |